# Коллекция картин Сергея Михайловича Третьякова
Коллекция картин Сергея Михайловича Третьякова — собрание картин европейской и русской живописи Сергея Михайловича Третьякова.
Павел Михайлович Третьяков 14 сентября 1893 года в письме В. В. Стасову указывал, что «брат начал собирать иностранные картины, думаю, в начале 1870-х, но верно не помню». В это время, после Всемирной выставки 1867 года, возрос интерес в России к французскому искусству. В 1860-е годы С. М. Третьяков будучи тесно знакомым с московским собирателем Д. П. Боткиным и даже будучи с ним одно время в родственных отношениях имел возможность наблюдать рост его коллекции и, возможно, присматриваясь к происходящему в художественном Париже, стал раздумывать о собственном коллекционировании. Один из первых заказов С. М. Третьякова в Европе состоялся при участии Боткина.
Начало русской части коллекции С. М. Третьяковым было положено, вероятно, с того момента, когда приобретённую в 1862 году картину А. П. Боголюбова  «Ипатьевский монастырь близ Костромы»  П. М. Третьяков подарил брату; в конце 1860-х годов П. М. Третьяков послал брата к В. Г. Перову, чтобы тот купил для себя картину «Птицелов». В 1870-е годы, когда сам П. М. Третьяков не мог купить какую-либо понравившуюся ему картину, то её покупал младший брат. Первый самостоятельный интерес к приобретению русской живописи у С. М. Третьякова зафиксирован началом 1870 года, когда он намеревался купить картину А. А. Риццони.

## Русская живопись

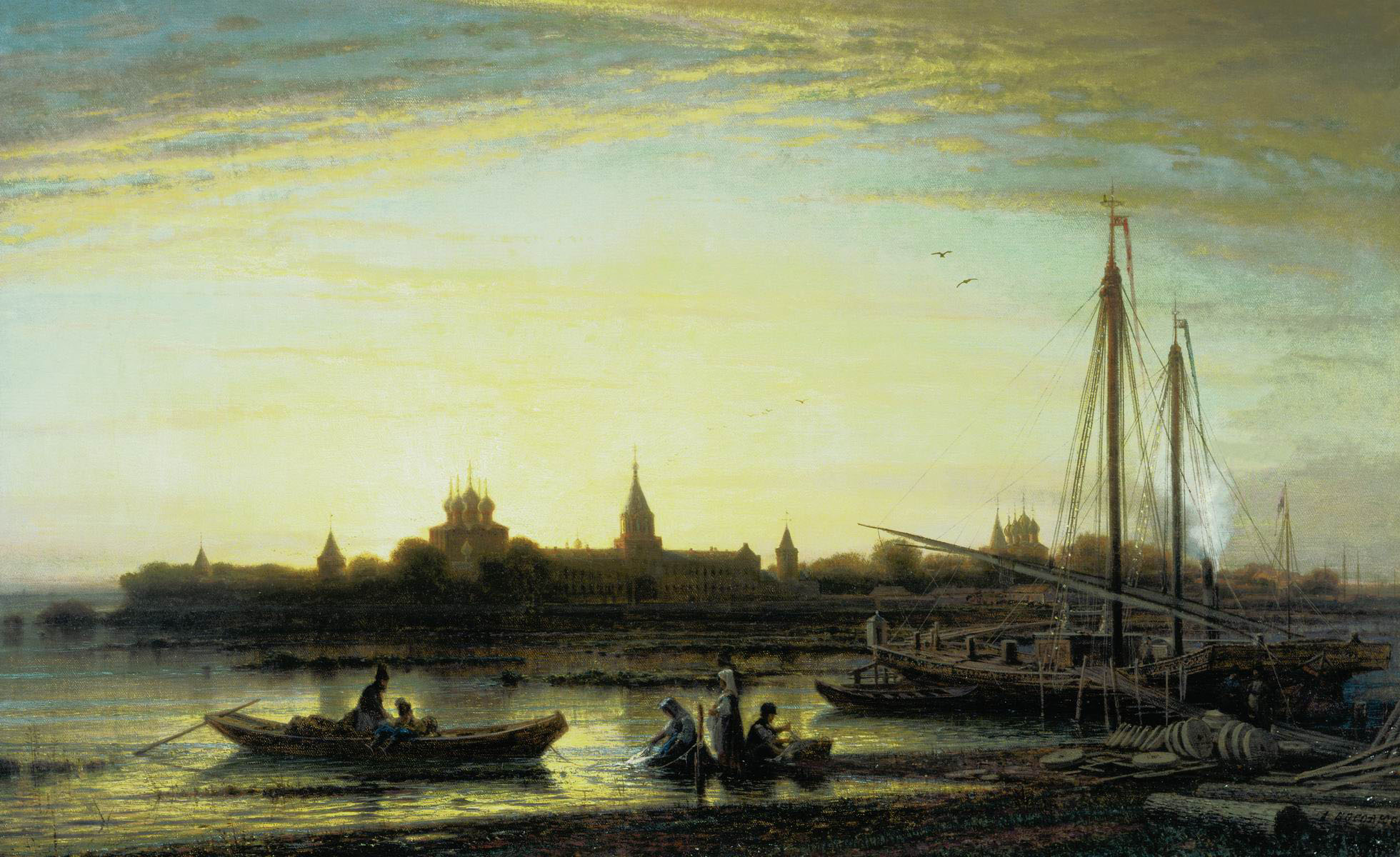
Боголюбов, Алексей Петрович Ипатьевский монастырь близ Костромы, 1861. Холст, масло. 55х90. Приобретена в 1862 году у автора.
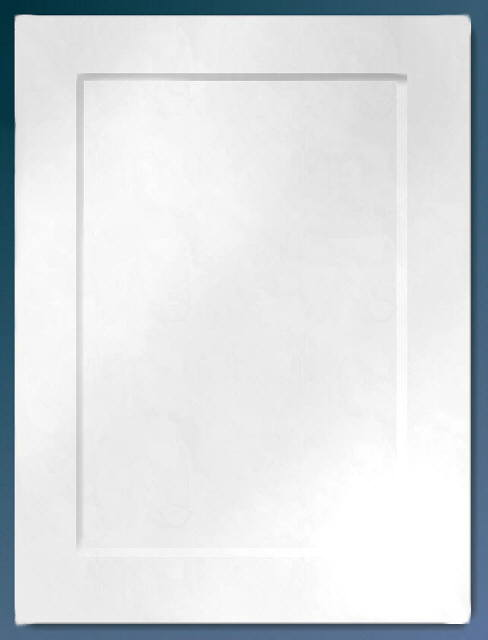
Боголюбов, Алексей Петрович Летняя ночь на Неве у взморья, 1875. Холст, масло. 48х73,5. Приобретена в 1875 году у автора.
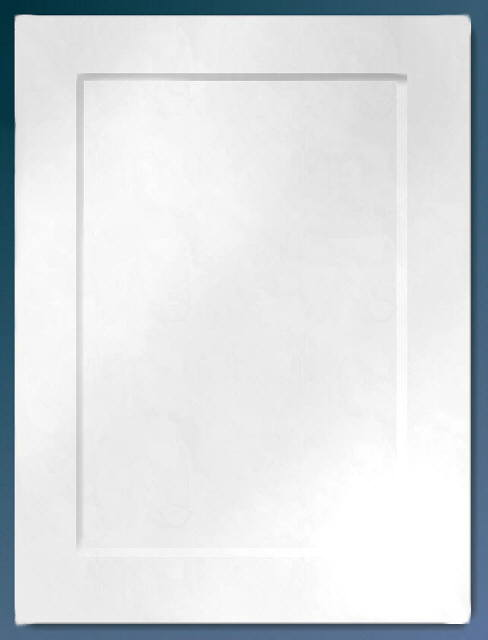
Боголюбов, Алексей Петрович Вид Москвы. Приобретена не позднее 29 мая 1891 года.
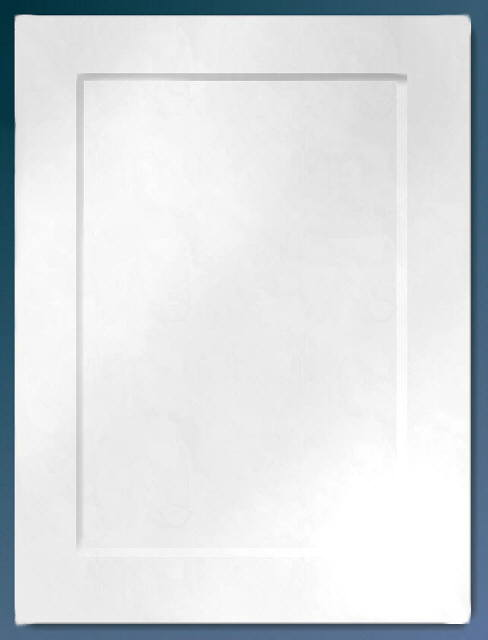
Бронников, Фёдор Андреевич Художники в приёмной богача, 1875. Приобретена не позднее 1875 года в Риме.
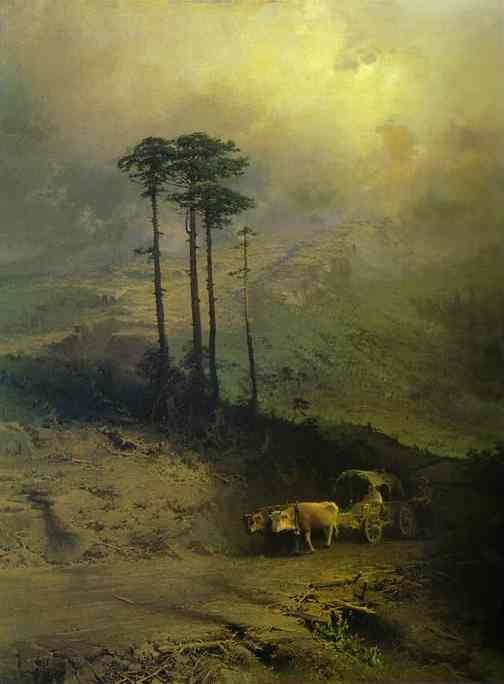
Васильев, Фёдор Александрович В Крымских горах, 1873. Холст, масло. 116х90. Приобретена в 1873 году у автора для Третьяковской галереи.
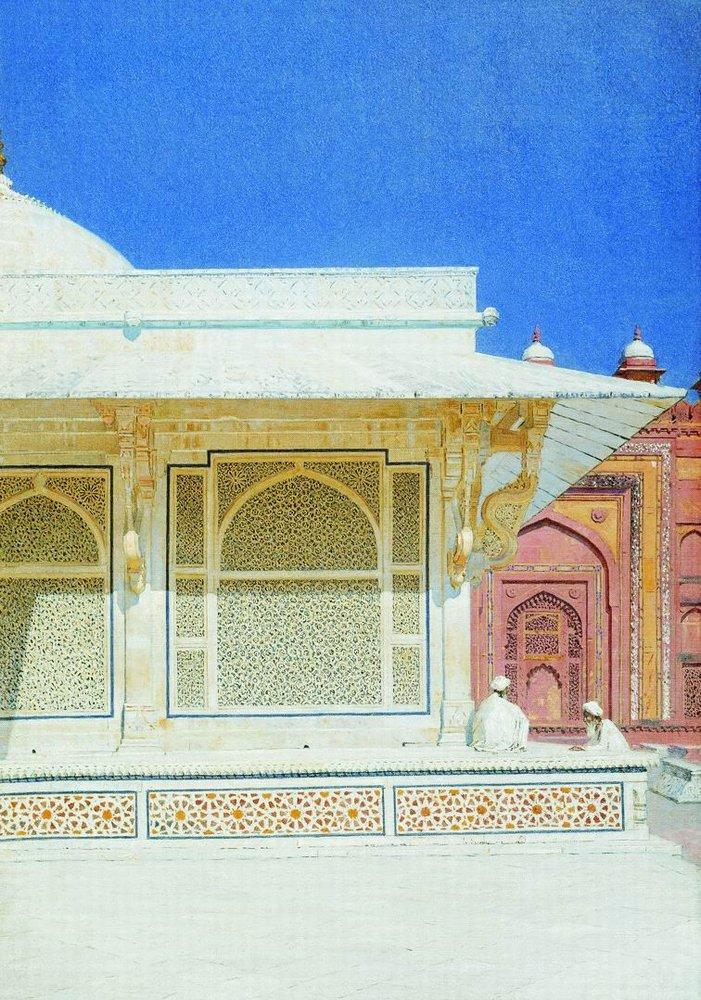
Верещагин, Василий Васильевич Гробница Шейха Селима Чишти в Фатехпур-Сикри, 1874—1876. Холст, масло. 46х34. Приобретена в 1880 году у автора.
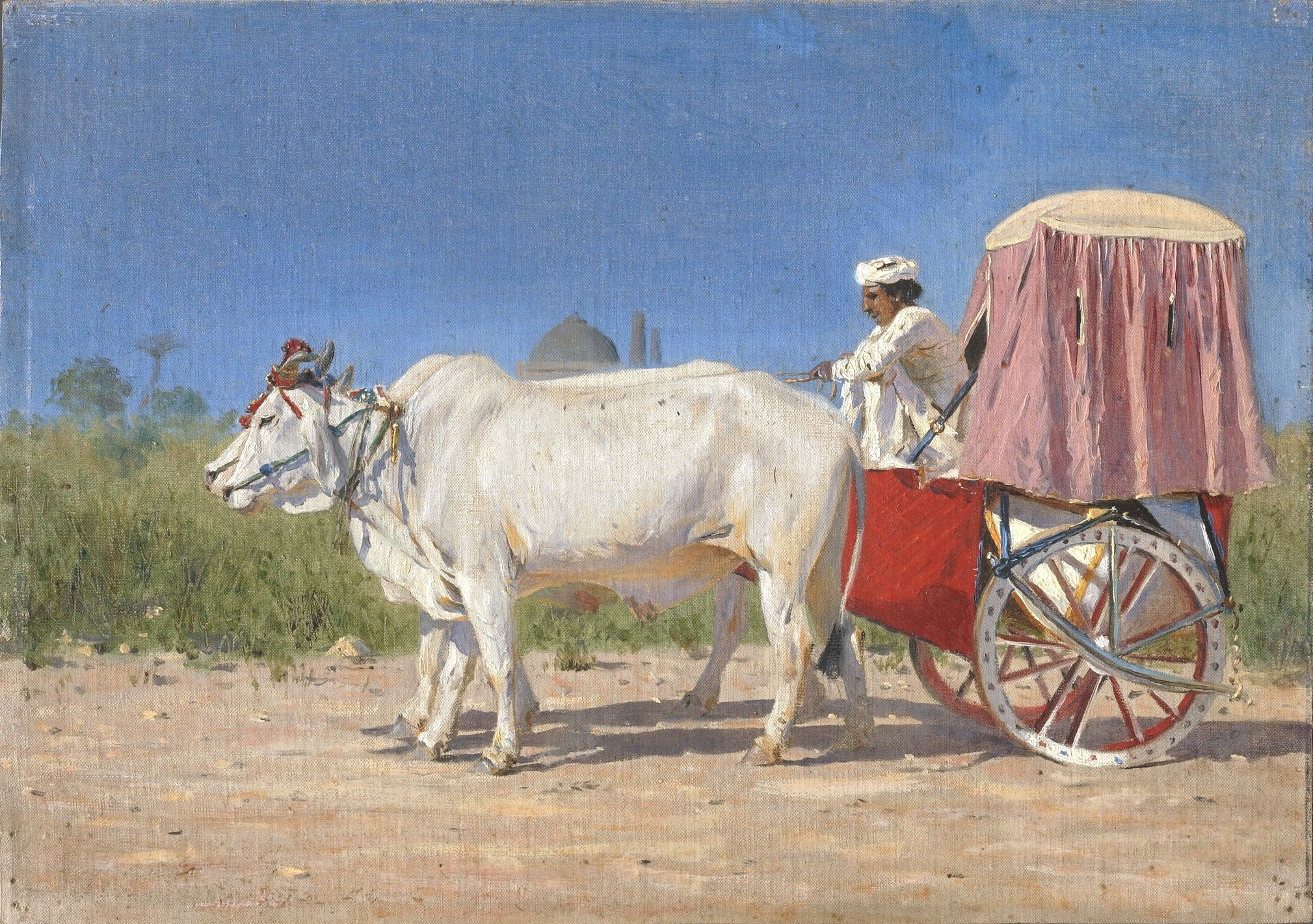
Верещагин, Василий Васильевич Повозка в Дели, 1874—1876. Холст, масло. 20х28. Приобретена в 1880 году у автора.
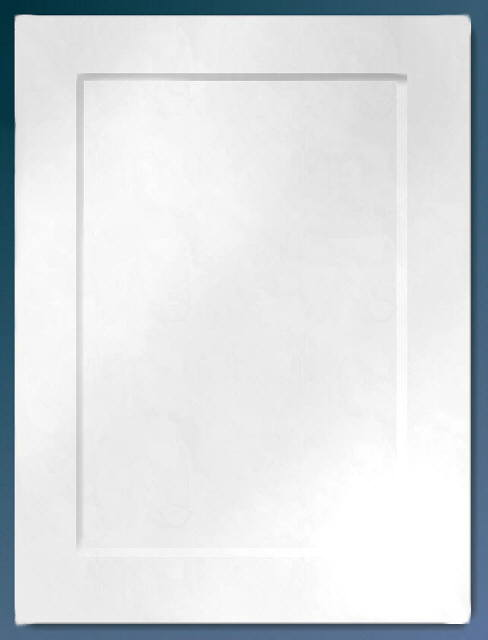
Верещагин, Василий Васильевич Факир Бомбейской провинции, 1874—1876. Дерево, масло. 24х18,6. Приобретена в 1880 году у автора.
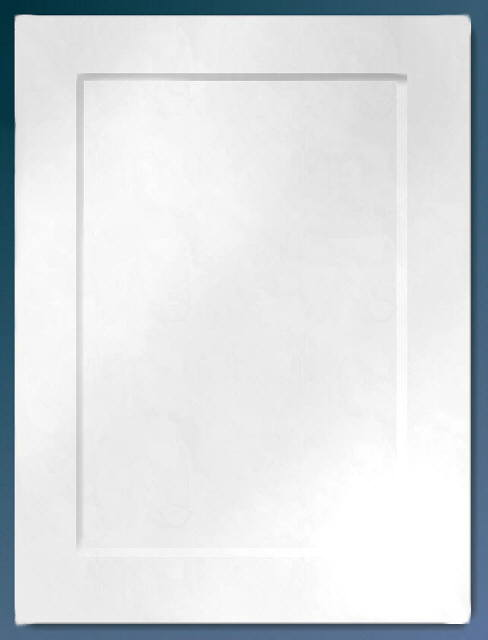
Верещагин, Василий Васильевич Пейзаж. Приобретена не позднее 29 мая 1891 года.
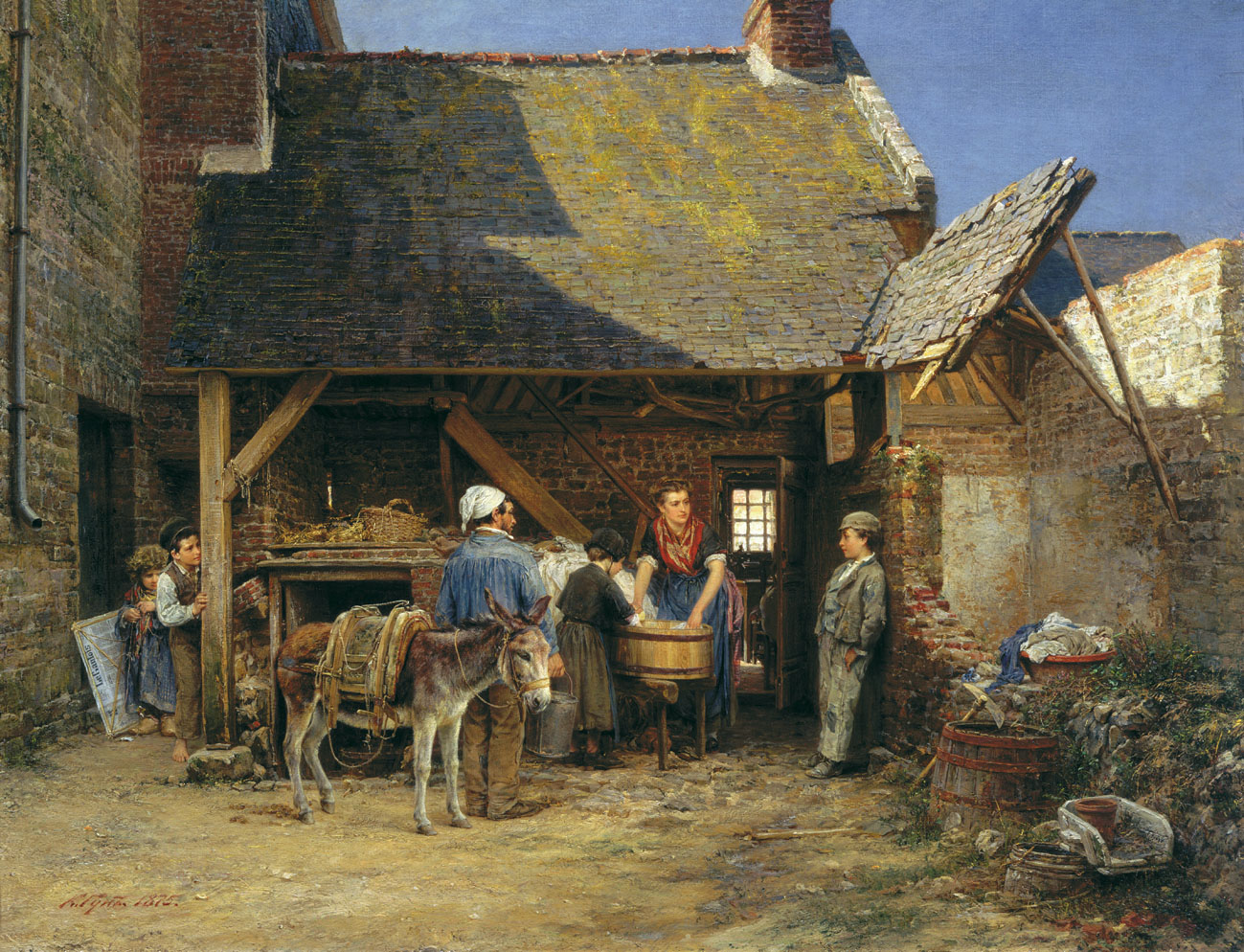
Гун, Карл Фёдорович «Попался!», 1875. Холст, масло. 52х67. Приобретена в 1875 году у автора.
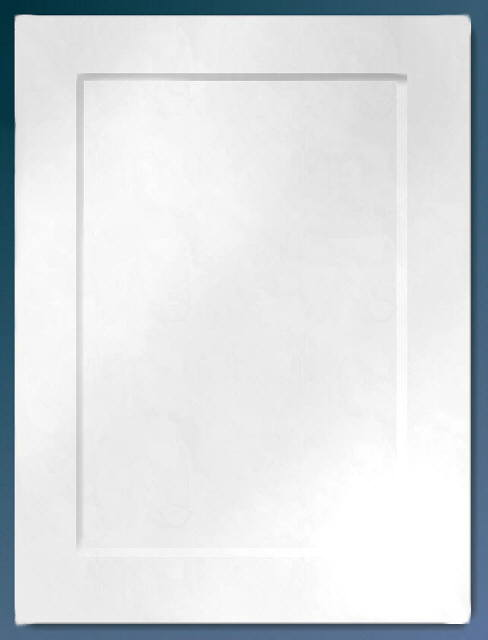
Гун, Карл Фёдорович Дворик в Нормандии. Приобретена не позднее 29 мая 1891 года.
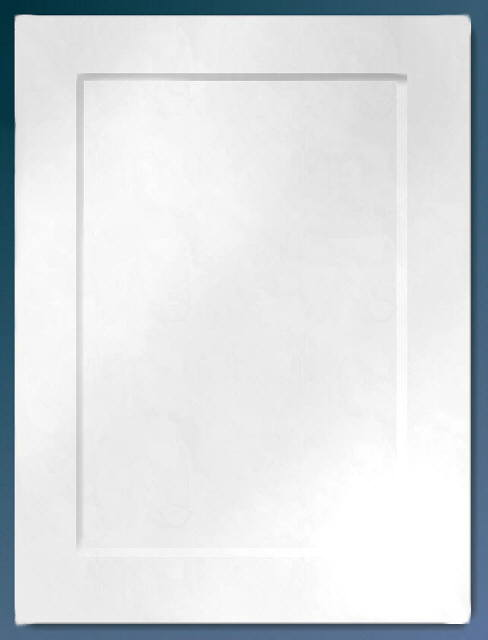
Гун, Карл Фёдорович Внутренность леса, 1884. Приобретена не позднее 29 мая 1891 года.
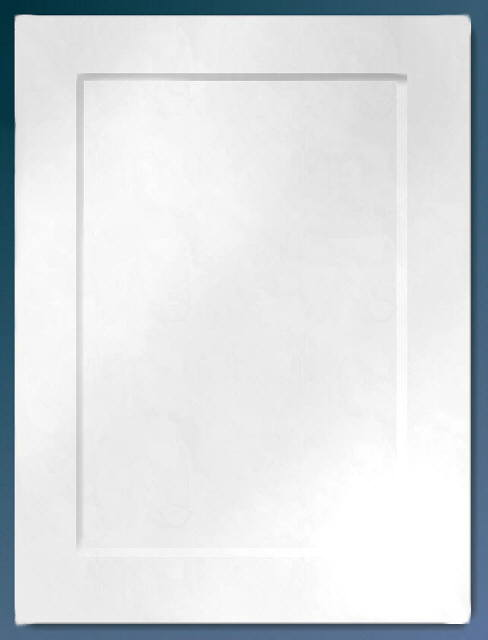
Гун, Карл Фёдорович Пейзаж с девочкой. Приобретена не позднее 29 мая 1891 года.
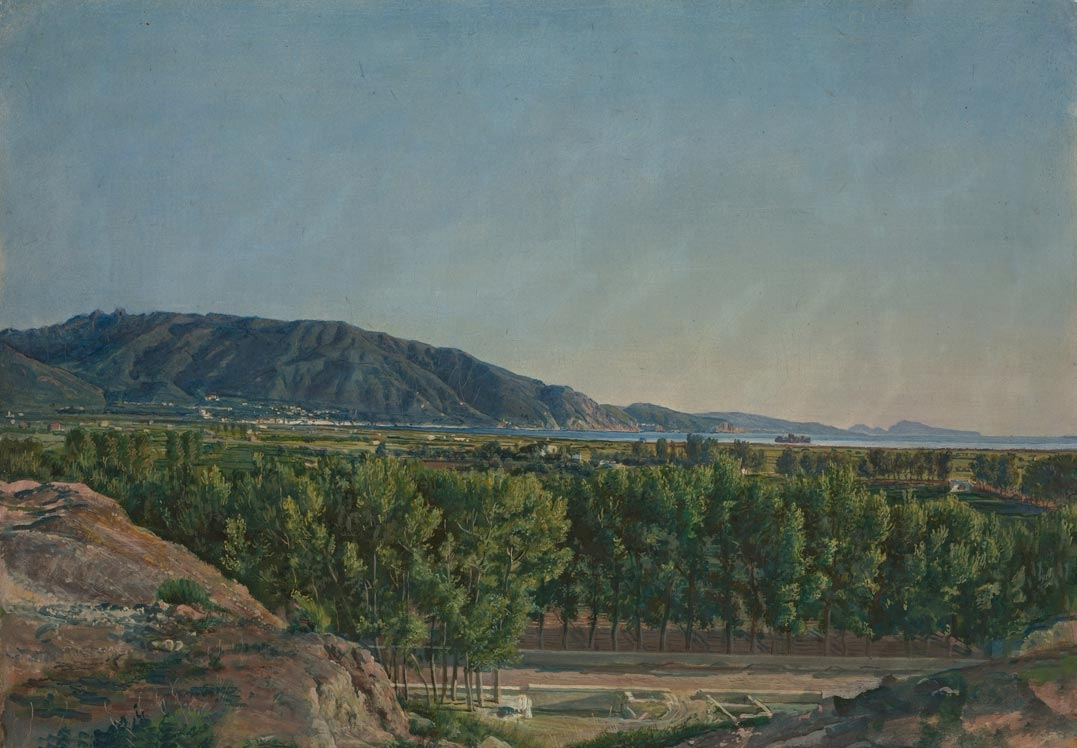
Иванов, Александр Андреевич Вид из Помпеи на Кастелламаре, 1846. Бумага, на холсте, масло. 48х64,5. Приобретена не позднее 1880 года.
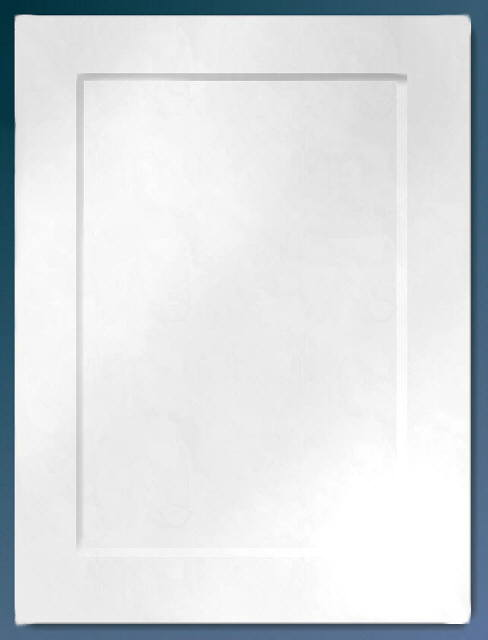
Иванов, Александр Андреевич Голова мальчика-пиффераро. Бумага на холсте, масло. 32х41. Приобретена не позднее 1880 года.
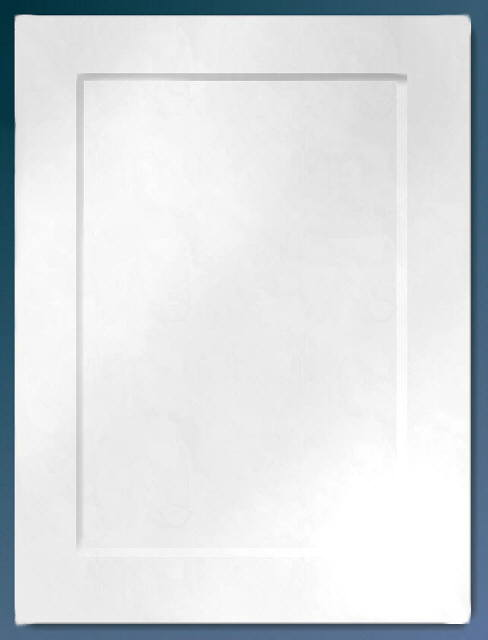
Иванов, Александр Андреевич Голова старика, 1846. Бумага, на холсте, масло. 48,3х33,3. Приобретена не позднее 1880 года.
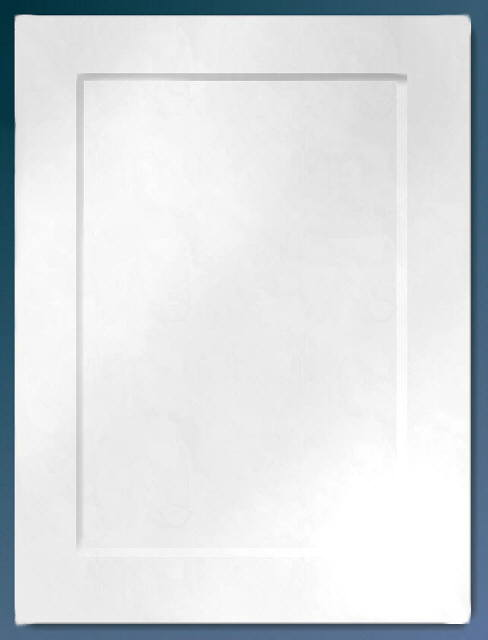
Иванов, Александр Андреевич В парке виллы Дориа, 1846. Бумага, на холсте, масло. 30х46. Приобретена не позднее 1880 года.
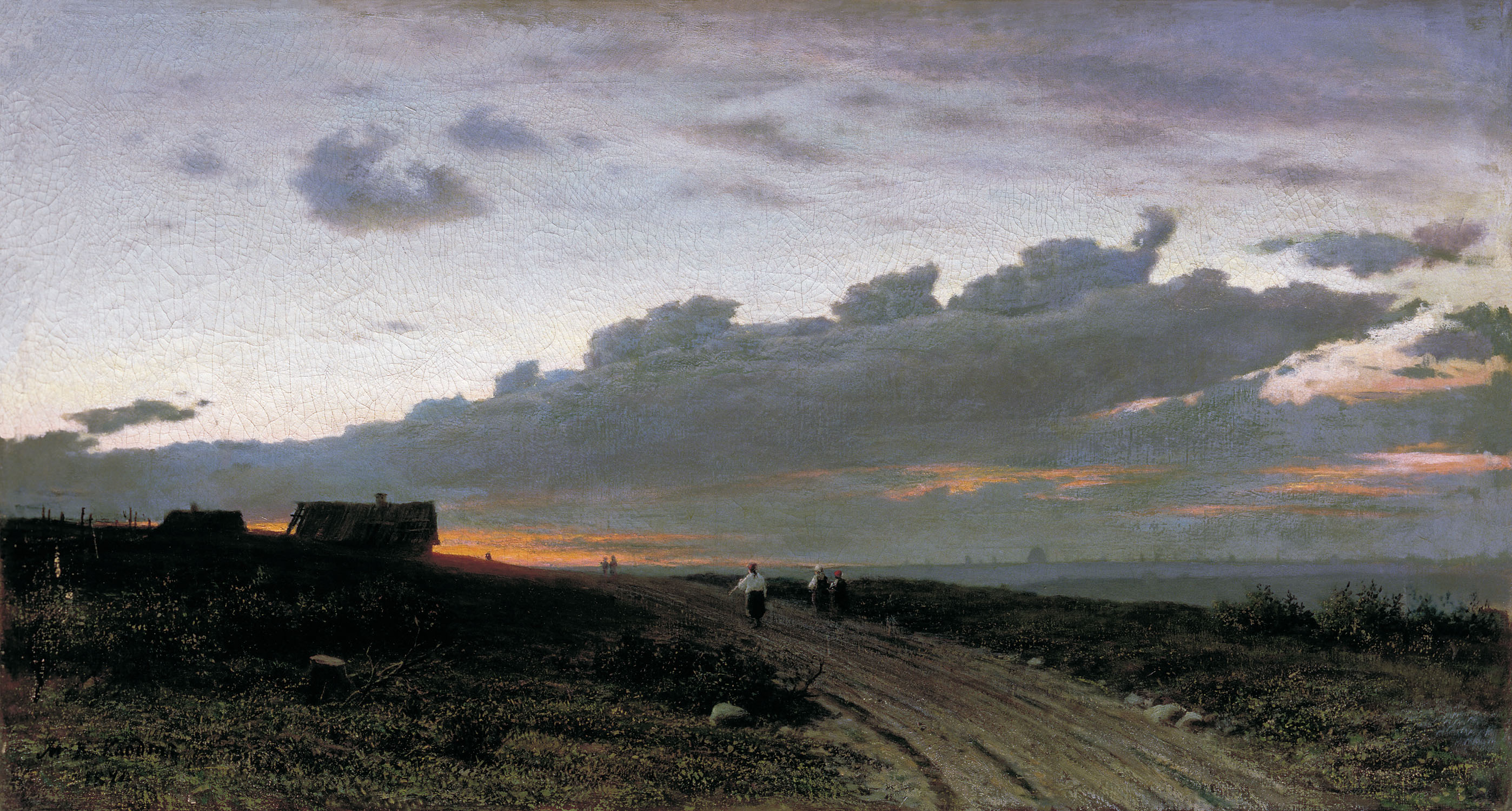
Клодт, Михаил Константинович Вечерний вид в деревне, 1874. Холст, масло. 58х106. Приобретена П. М. Третьяковым у автора; не позднее 1878 года передана С. М. Третьякову.
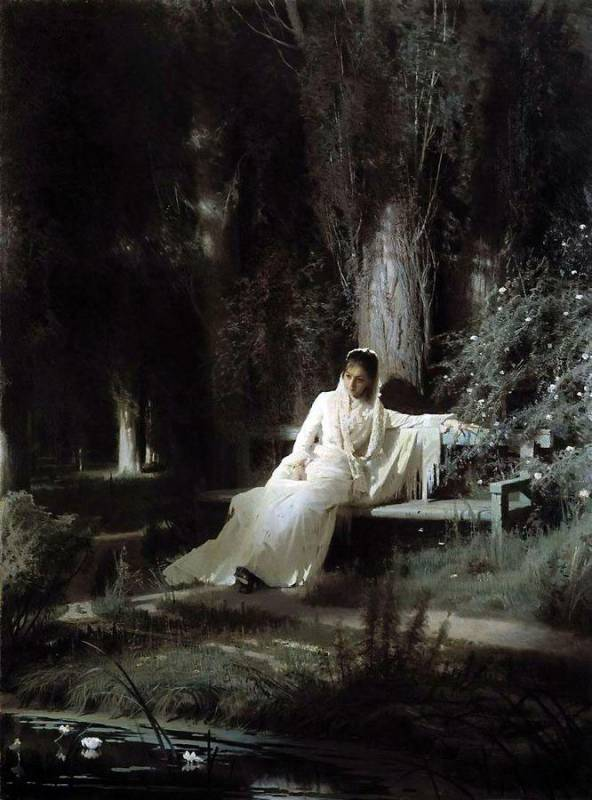
Крамской, Иван Николаевич Лунная ночь, 1880. Холст, масло. 178,8х135. Приобретена в 1880 году у автора.
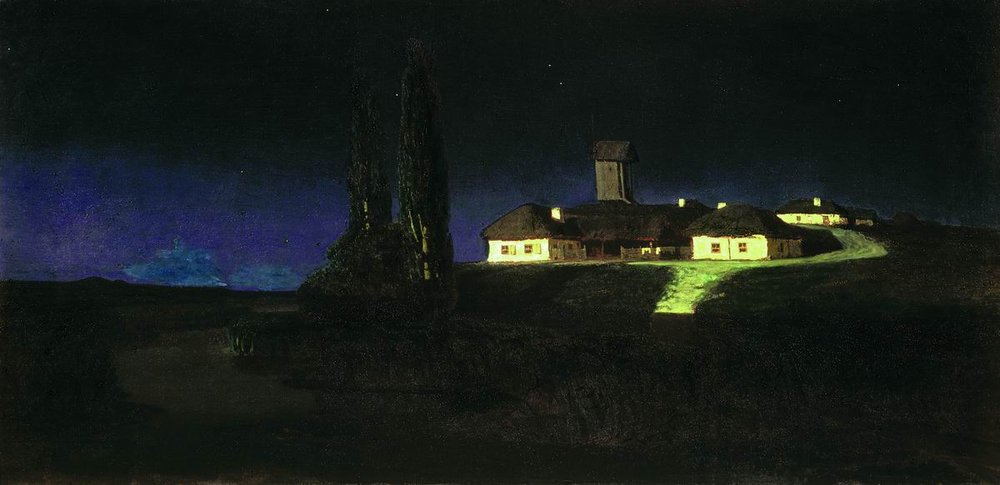
Куинджи, Архип Иванович Украинская ночь, 1876. Холст, масло. 79х162. Приобретена в 1876 году у автора с 5-й передвижной выставки.
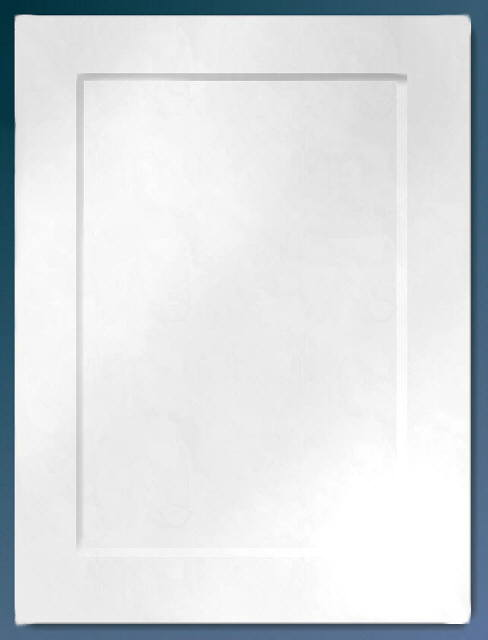
Лагорио, Лев Феликсович Капри. Приобретена не позднее 29 мая 1891 года.
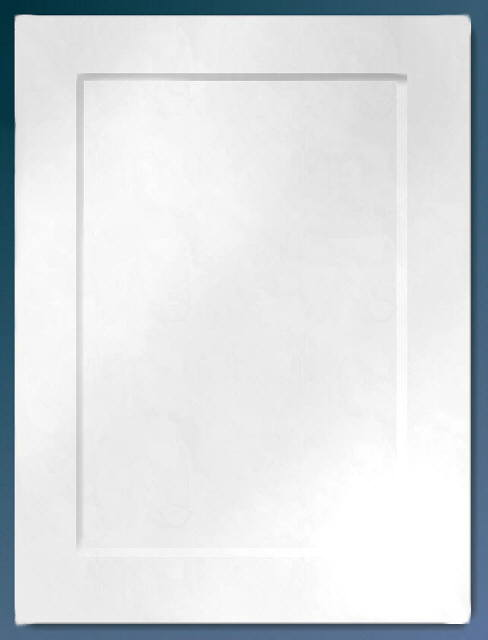
Леман, Юрий Яковлевич Женская головка. Приобретена не позднее 29 мая 1891 года.
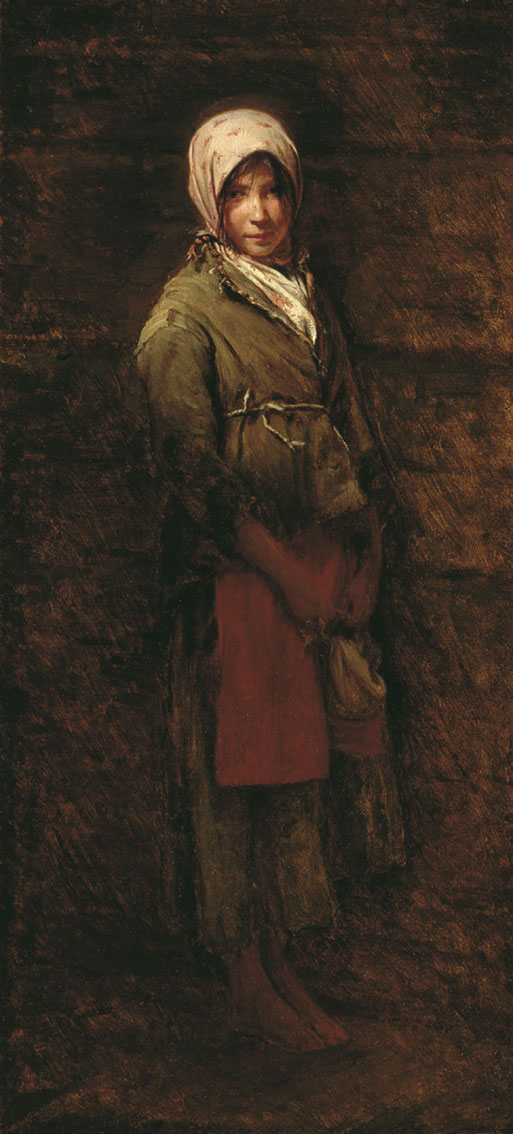
Лемох, Кирилл Викентьевич Нищенка, 1881. Холст, масло. 52х25. Приобретена не позднее 1882 года.
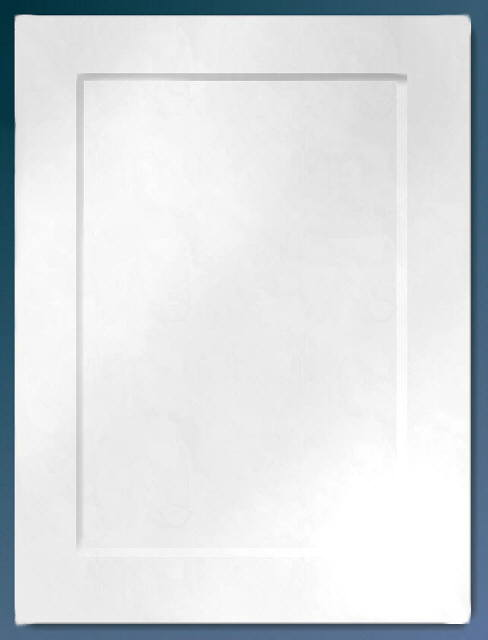
Маковский, Владимир Егорович Прогулка старой барыни, 1877. Холст, масло. 39х56. Приобретена не позднее 1882 года.
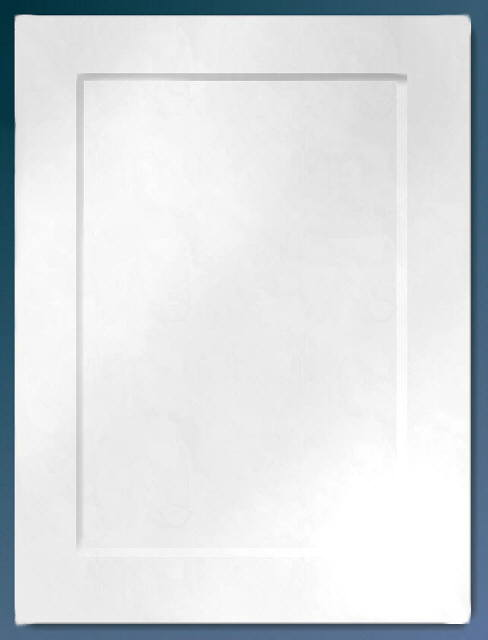
Маковский, Владимир Егорович Деловой визит, 1881. Холст, масло. 53х66. Приобретена у автора.
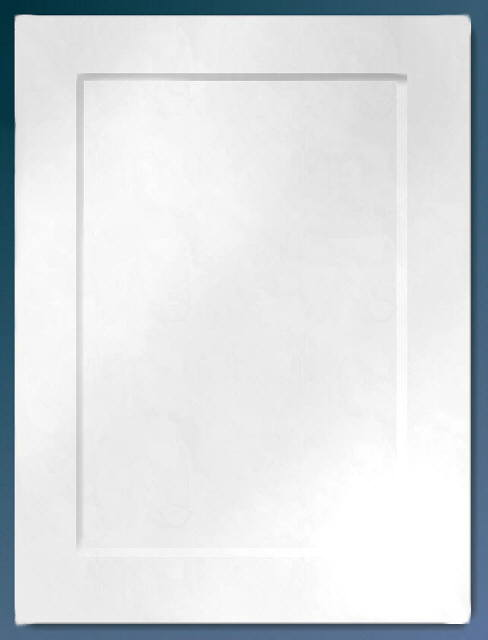
Маковский, Константин Егорович Женщина перед зеркалом. Приобретена не позднее 29 мая 1891 года.
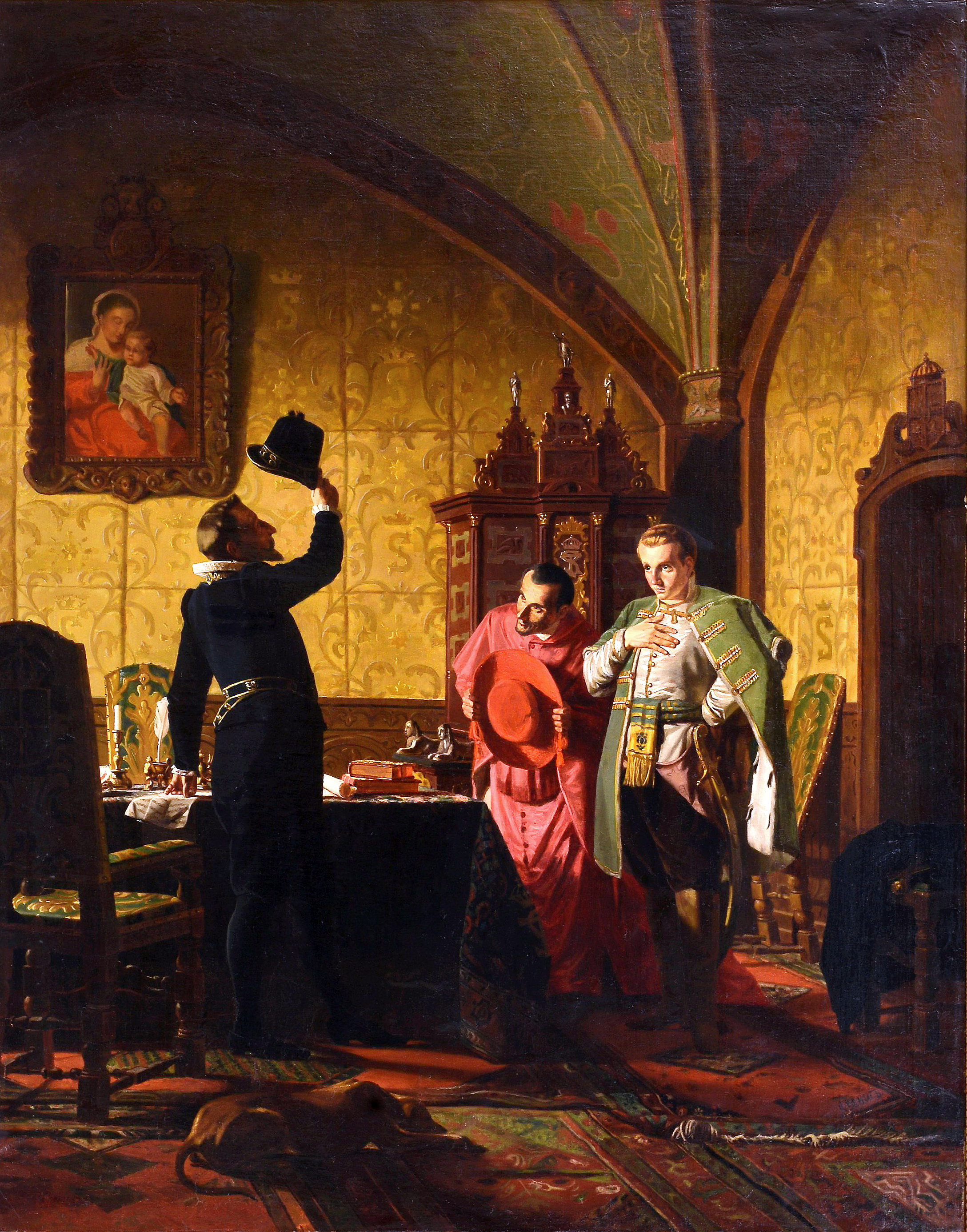
Неврев, Николай Васильевич Присяга Лжедмитирия I польскому королю Сигизмунду III, 1874. Холст, масло. 142х112. Приобретена не позднее 1882 года.
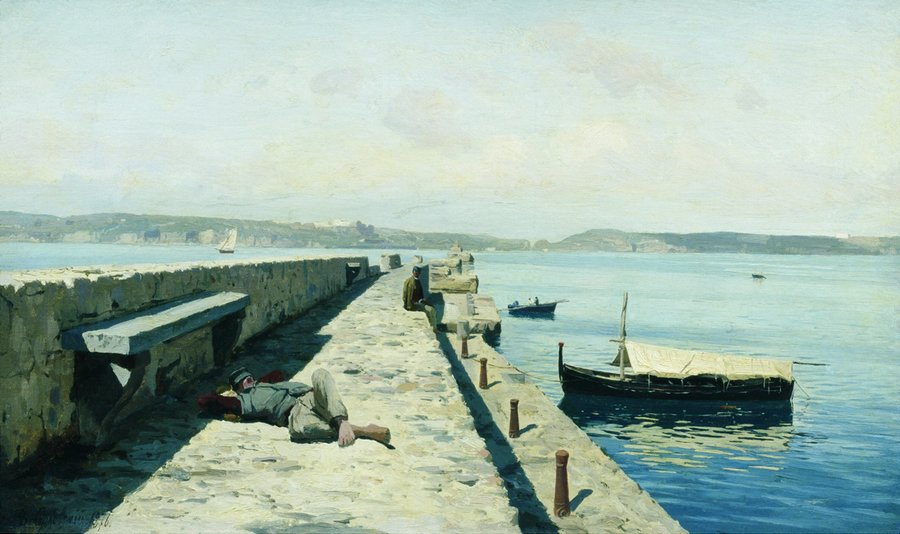
Орловский, Владимир Донатович Поццуоли близ Неаполя, 1876. Холст, масло. 39,4х65. Приобретена не позднее 29 мая 1891 года.
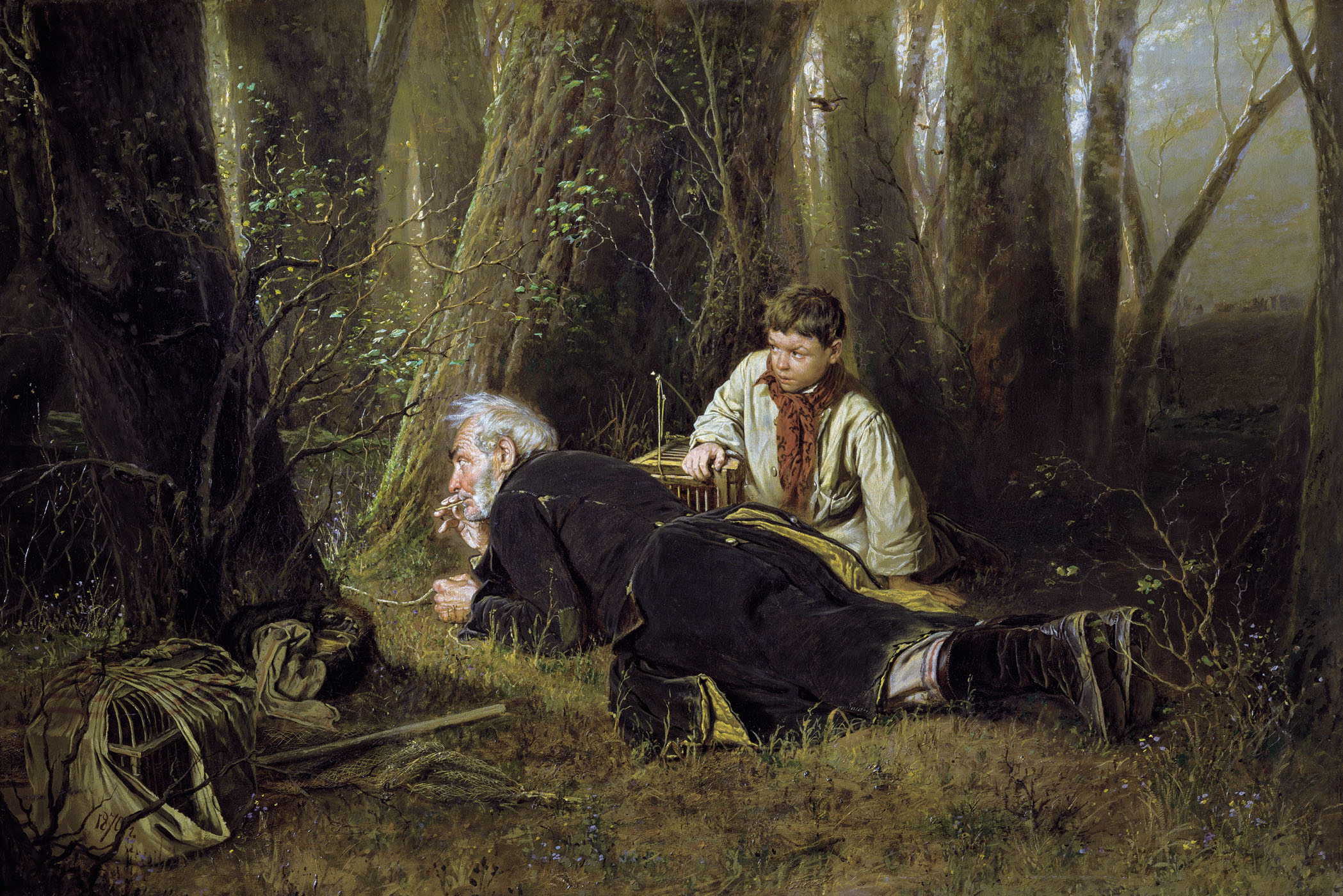
Перов, Василий Григорьевич Птицелов, 1870. Холст, масло. 82,5х126. Приобретена в 1870 году у автора.
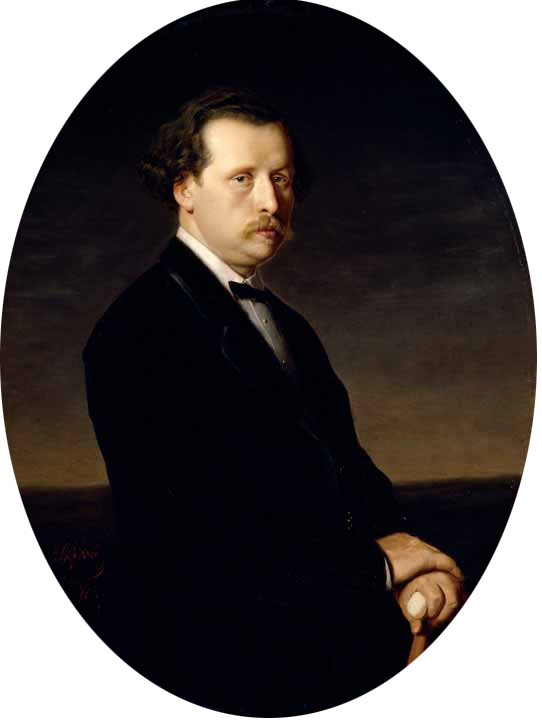
Перов, Василий Григорьевич Портрет Н. Г. Рубинштейна, 1870. Холст, масло. 102,5х79. Приобретена в 1870 году у автора. Исполнен по заказу С. М. Третьякова.
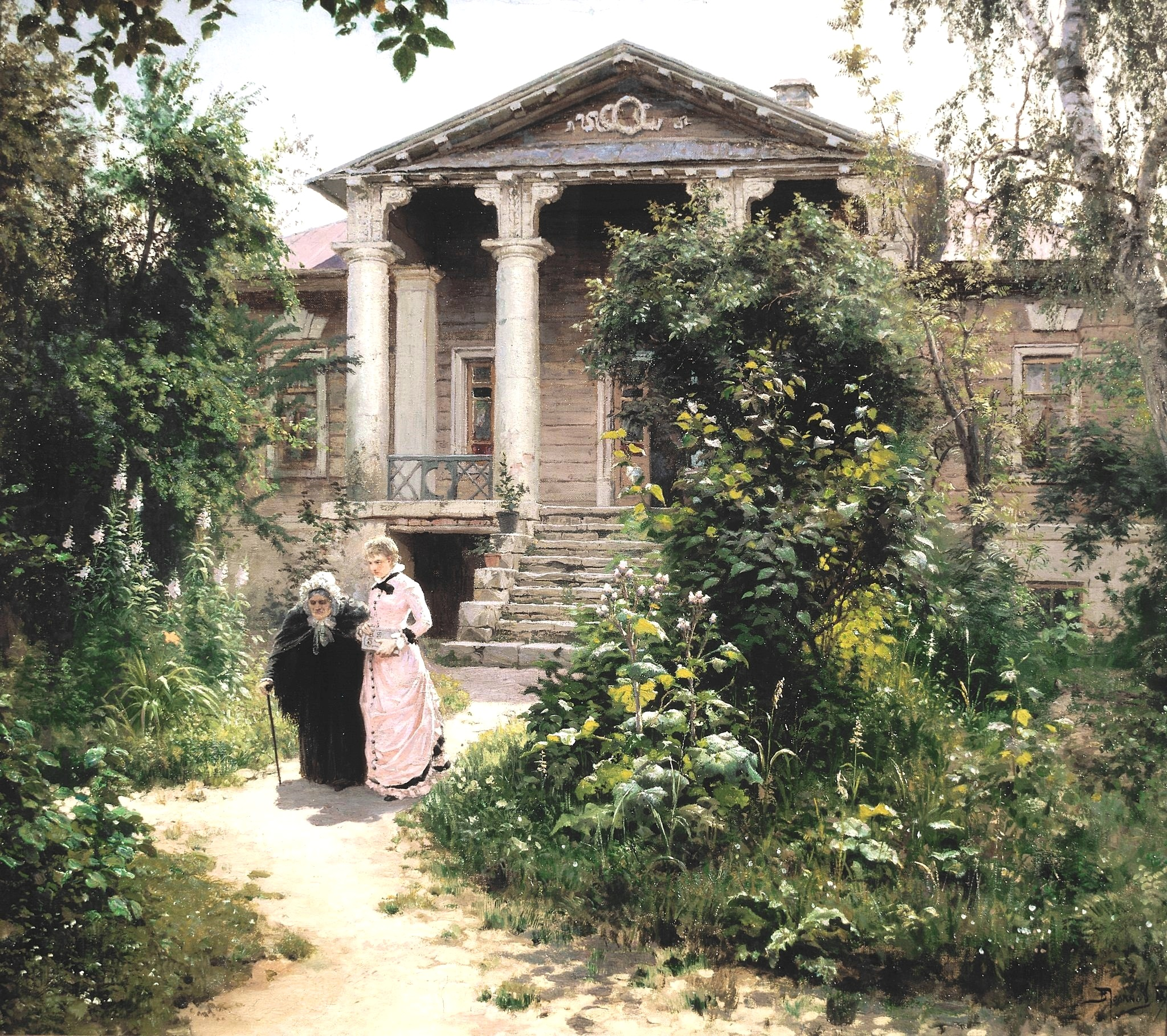
Поленов, Василий Дмитриевич Бабушкин сад, 1878. Холст, масло. 55х65. Приобретена между 1878—1882 годами у автора.
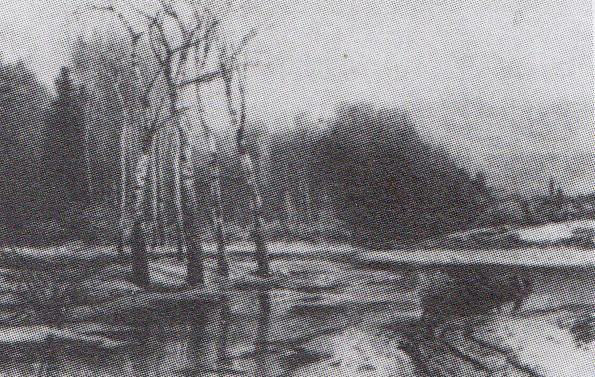
Саврасов, Алексей Кондратьевич Весна, 1872. Холст, масло. 80,5х121. Приобретена со 2-й передвижной выставки и вскоре возвращена автору.
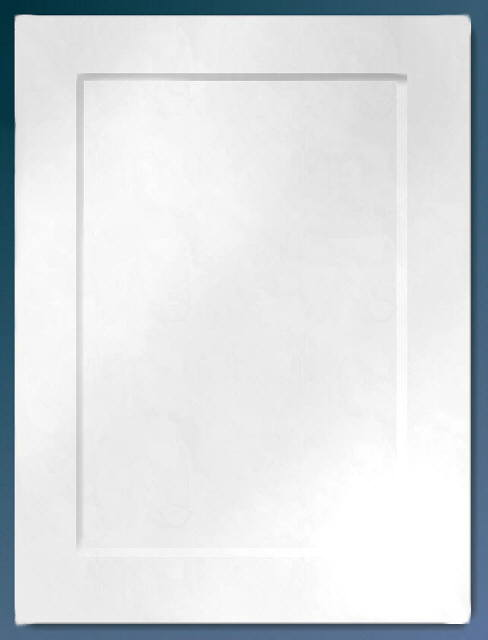
Саврасов, Алексей Кондратьевич Пейзаж, 1873. Приобретена не позднее 1882 года.
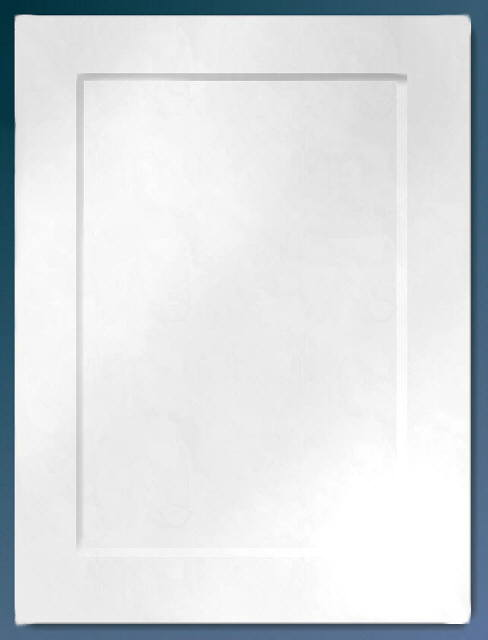
Харламов, Алексей Алексеевич Портрет Е. А. Третьяковой, 1875. Холст, масло. 177х116. Приобретена у автора в 1875 году. Исполнен по заказу С. М. Третьякова в Париже.
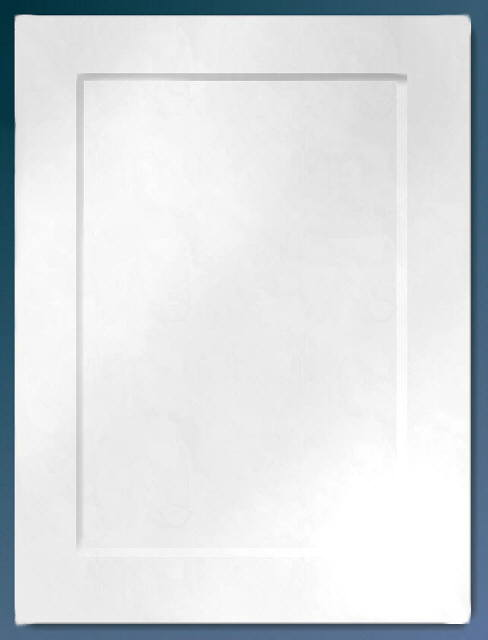
Щедрин, Сильвестр Феодосиевич Неаполь. Приобретена не позднее 29 мая 1891 года.
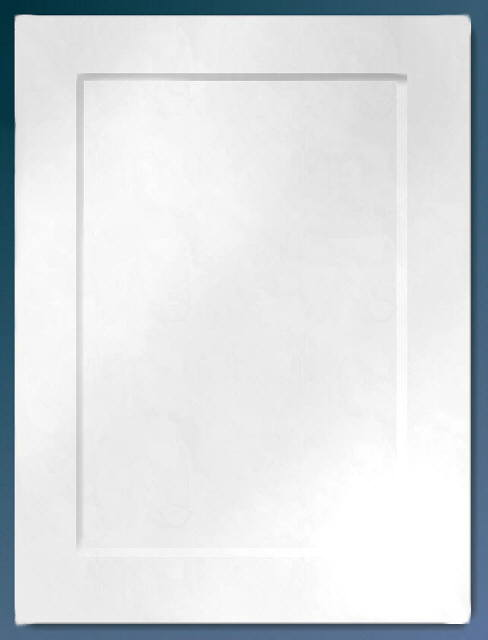
Щедрин, Сильвестр Феодосиевич Улицы и здания. Дар В. Д. Коншина; не позднее 29 мая 1891 года.
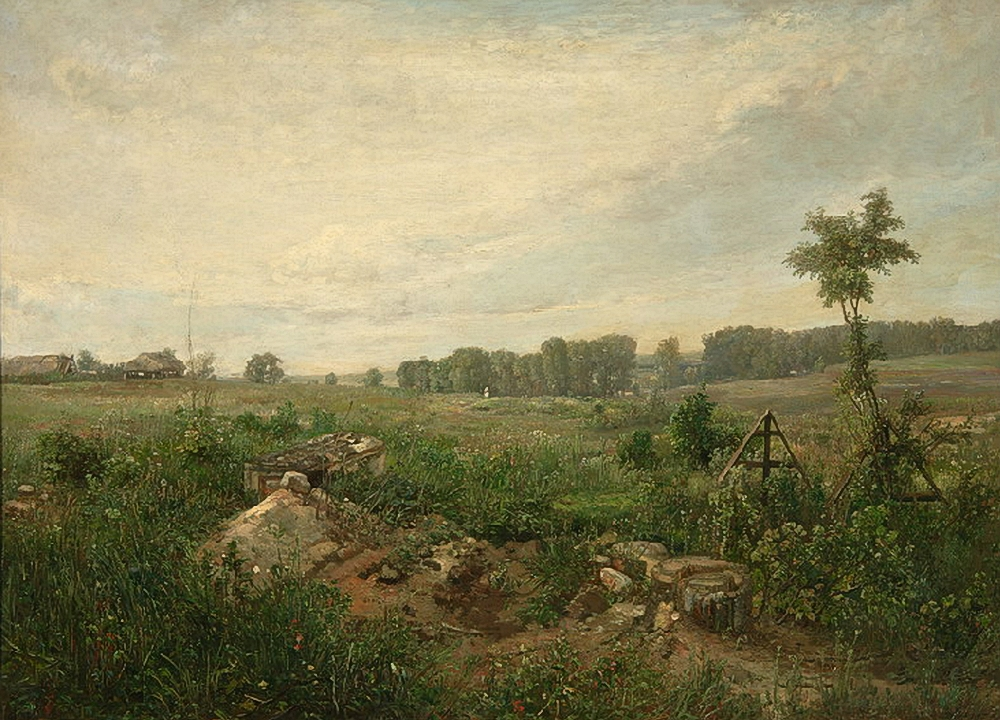
Ясновский, Фёдор Иванович Кладбище в Мазилове под Москвой, рубеж 1860-х — 1870-х. Холст, масло. 62,3х84,9.

## Западноевропейское искусство

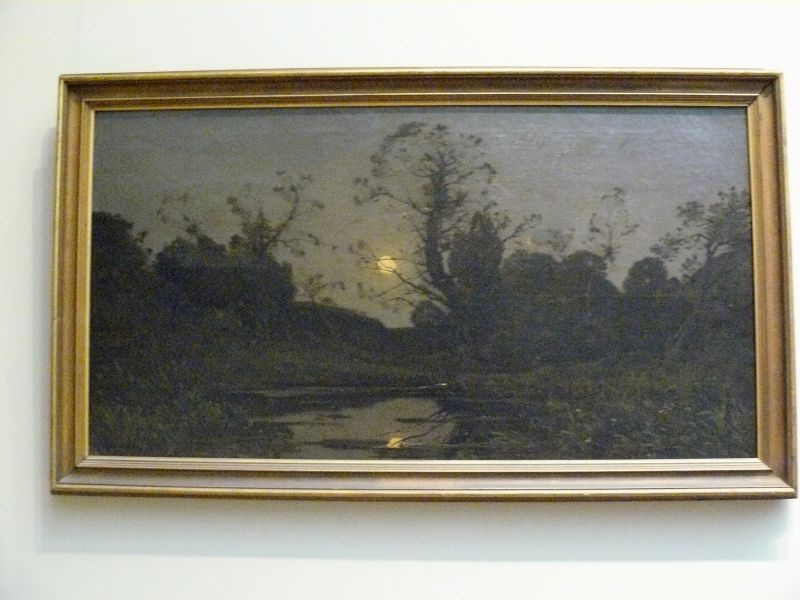
Арпиньи, Анри Восход луны, 1880-е. Холст, масло. 29х40. Приобретена в 1889 году.
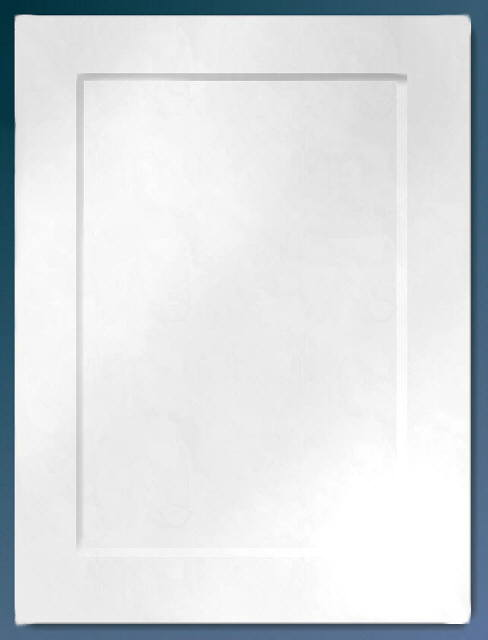
Арпиньи, Анри Осень, Рубеж 1880-х — 1890-х. Холст, масло. 55х45. Приобретена 25.05.1892 в Париже за 4000 франков под названием «Берег реки».
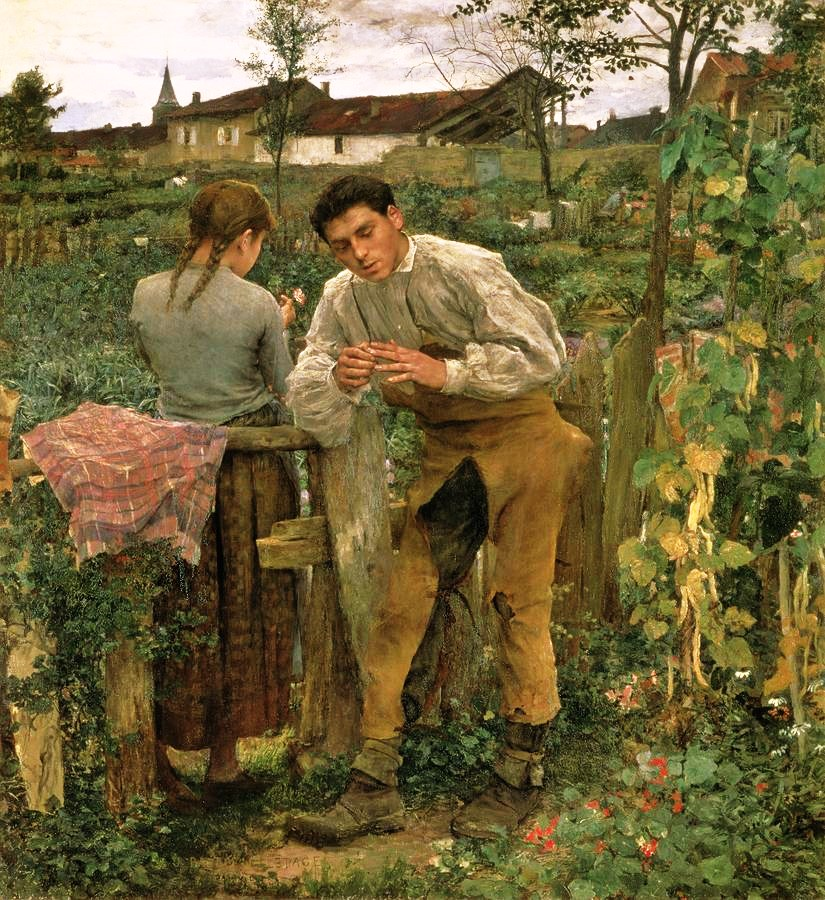
Бастьен-Лепаж, Жюль Деревенская любовь, 1882. Холст, масло. 194х180. Приобретена в 1885 году на посмертной распродаже в галерее Ж. Пети.
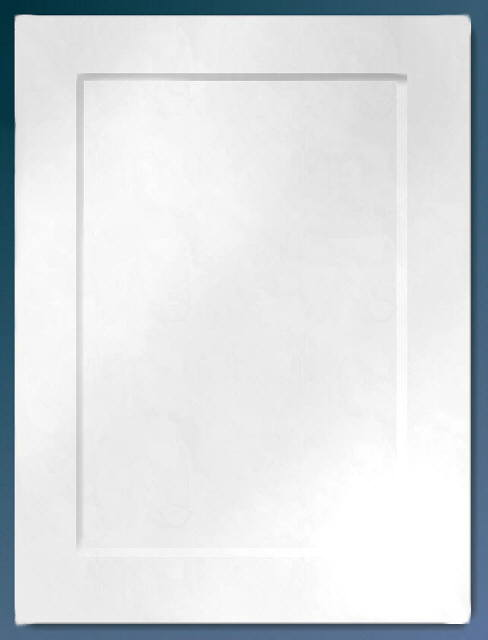
Бастьен-Лепаж, Жюль Девушка с граблями, 1882. Бумага, уголь. 56,5х41,5.
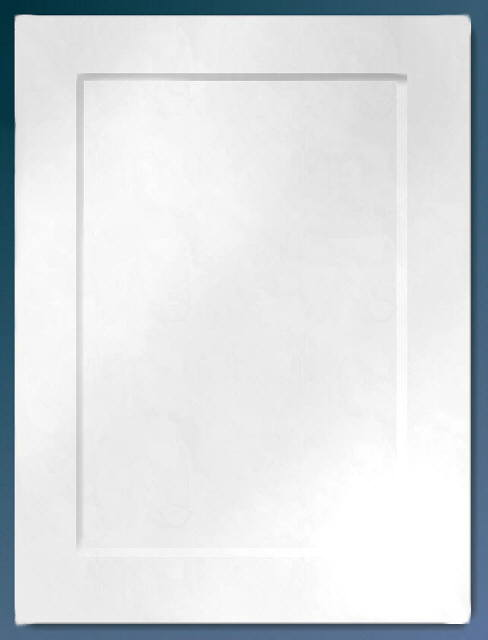
Бонна, Леон Жозеф Флорантен Восточная цирюльня, 1872. Холст, масло. 100х60. Приобретена в 1873 году (предположительно).
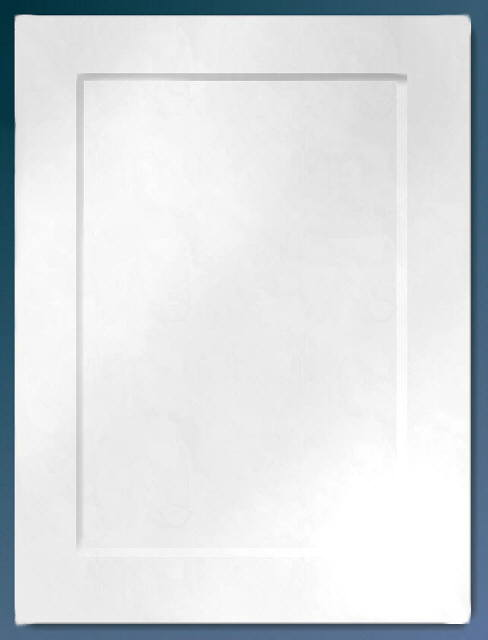
Бретон, Жюль Рыбаки в Ментоне, 1878. Холст, масло. 191х256. Приобретена в 1878 году со Всемирной парижской выставки.
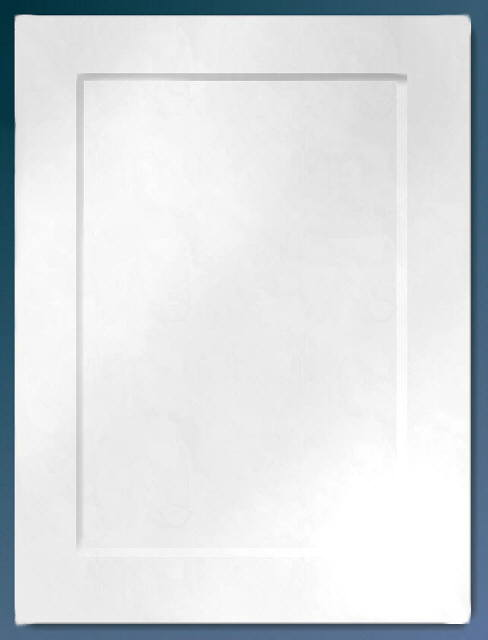
Воллон, Антуан Натюрморт. Дерево, масло. 60х43. Приобретена не позднее 29 мая 1891 года.
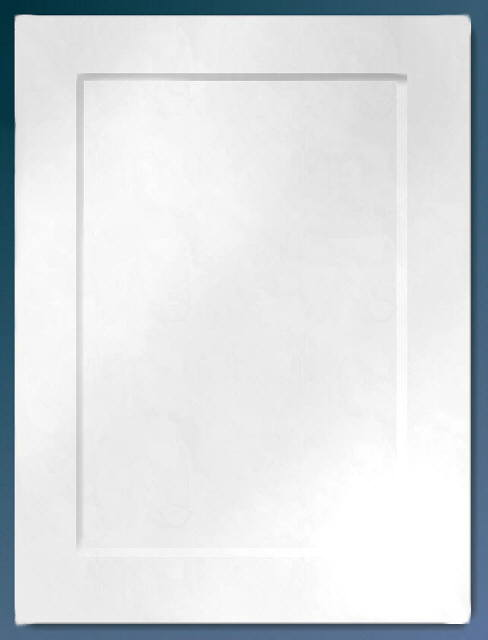
Гийо, Дона Вид Курбевуа. Предместье Парижа. Холст, масло. 39х56. Приобретена через экспертно-торговую фирму «Арнольд и Трипп».
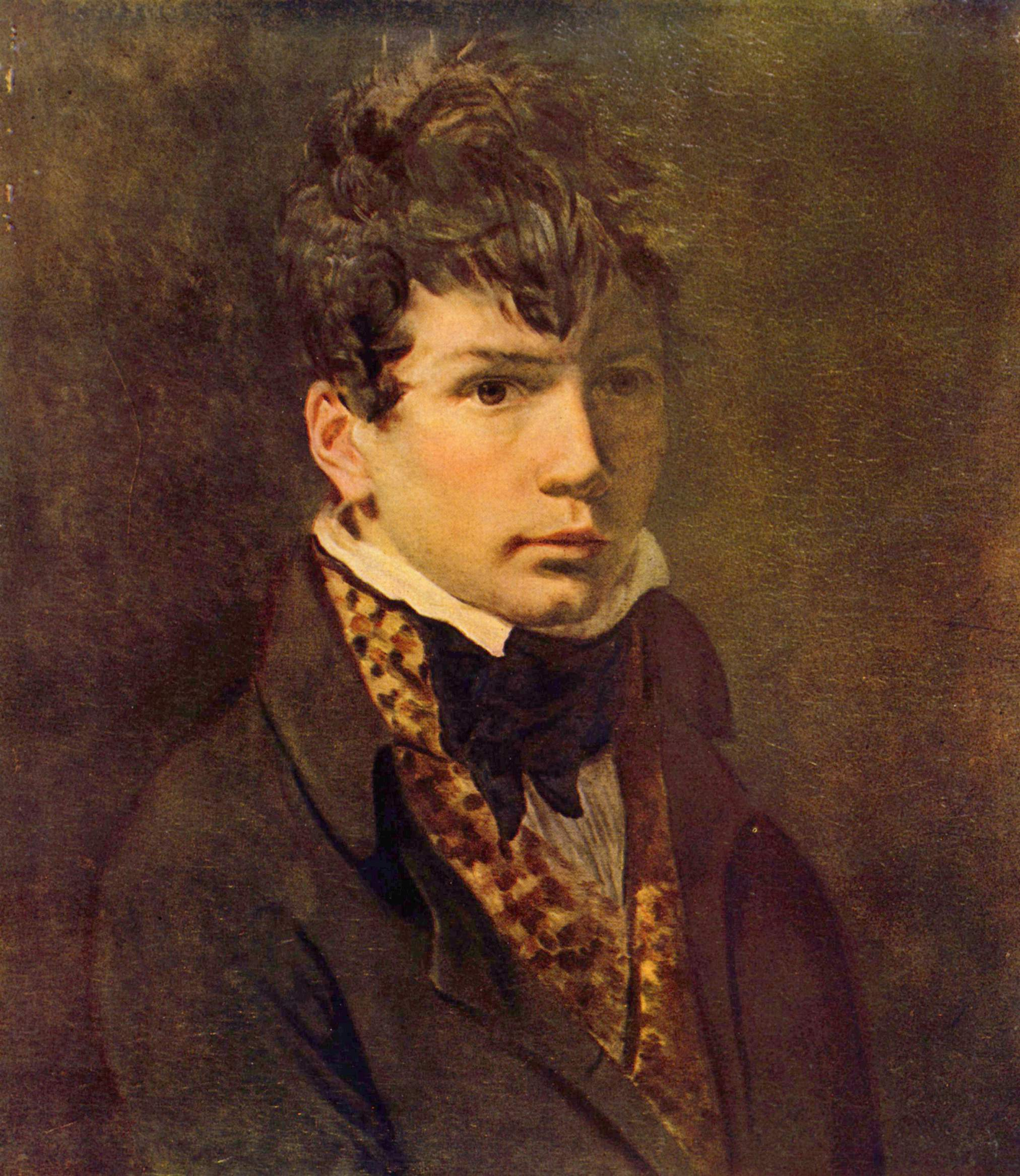
Давид, Жак-Луи Портрет молодого человека[1]. Холст, масло. 54х46. Приобретена не позднее ноября 1891 года.
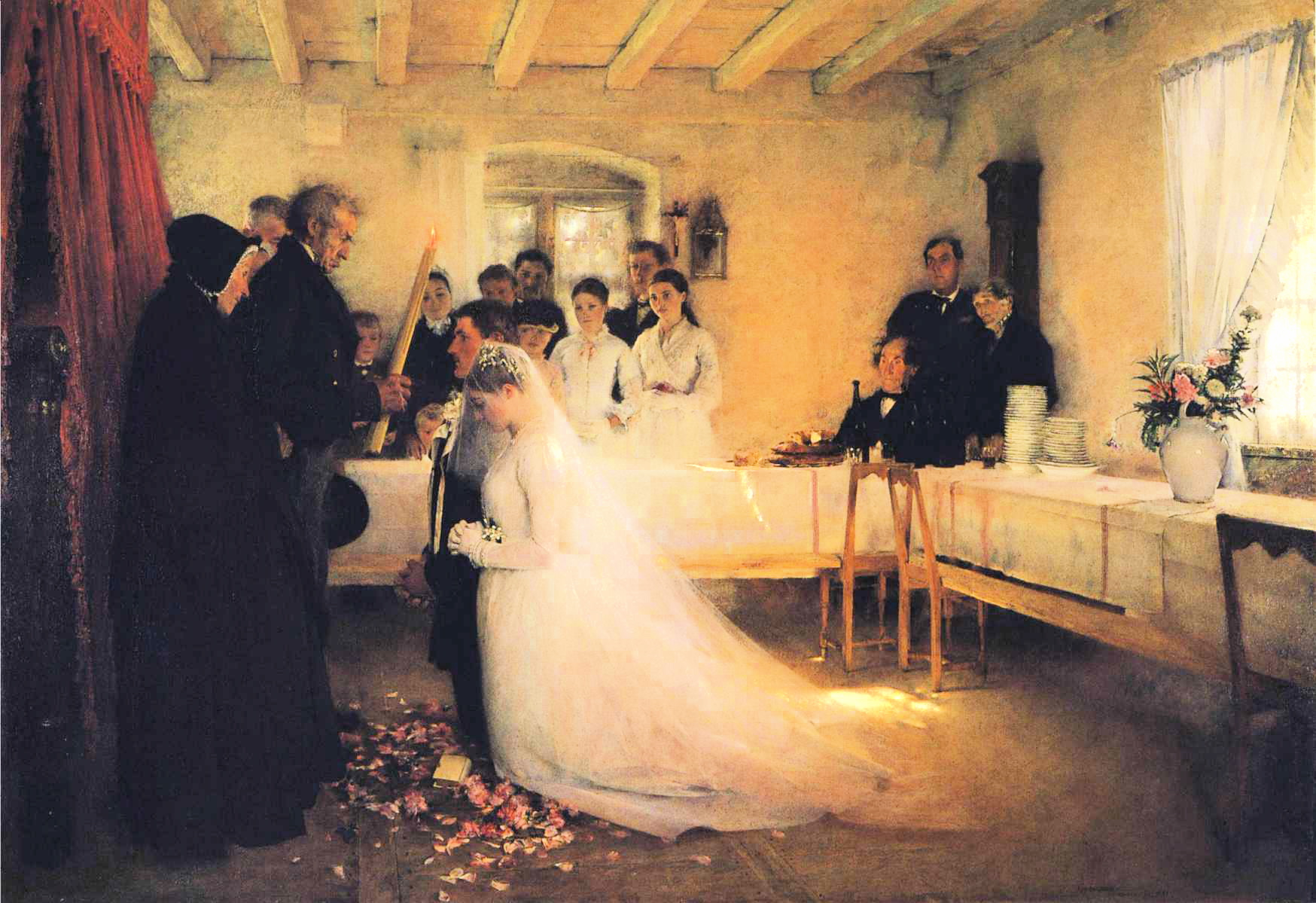
Даньян-Бувре, Паскаль Благословение новобрачных, 1880—1881. Холст, масло. 99х143. Приобретена не позднее 1883 года.
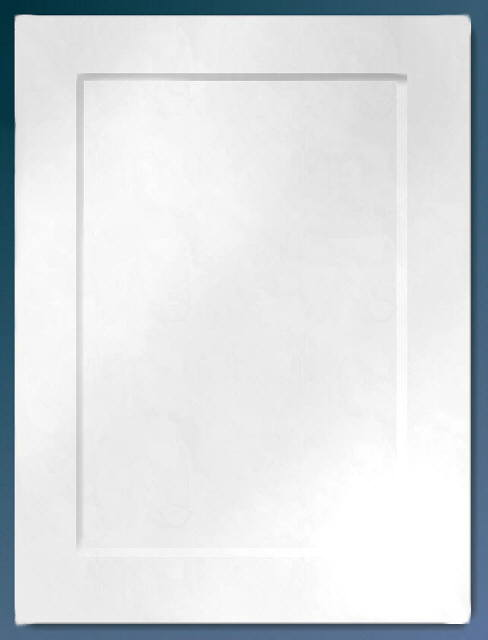
Декан, Александр-Габриэль Мальчики-нищие, сер. 1830-х. Холст, масло. 36х47. Приобретена в Париже в 1888 году на распродаже коллекции М. С. Гольдшмидта.
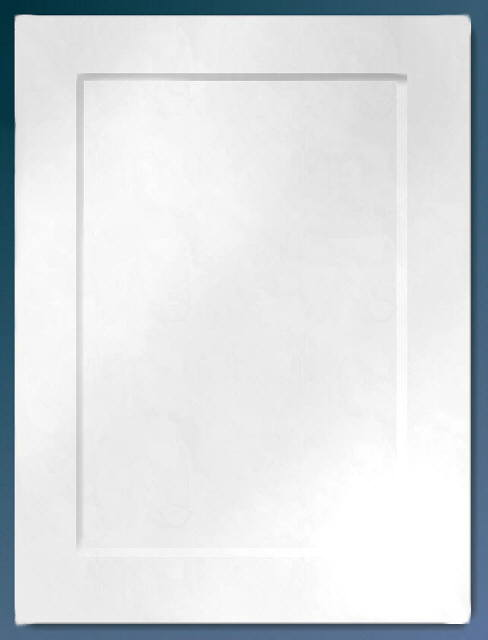
Декан, Александр-Габриэль Охота в горах, 1843. Холст, масло. 39х31. Приобретена в конце 1880-х годов.
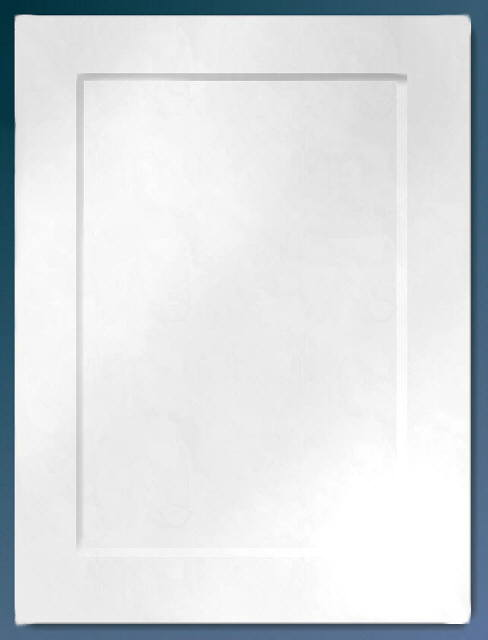
Декан, Александр-Габриэль Охотники в лодке. Бумага на холсте, масло. 8х13. Приобретена в 1888 году на распродаже коллекции М. С. Гольдшмидта за 2100 франков.
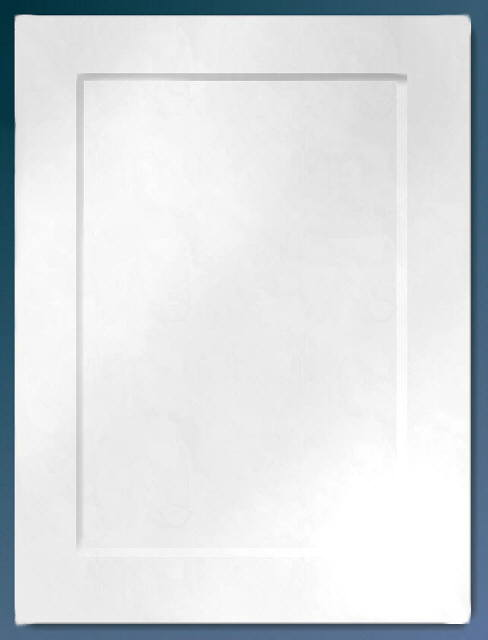
Делакруа, Эжен После кораблекрушения, ок. 1840—1847. Холст, масло. 36х45,7. Приобретена в 1886 году.
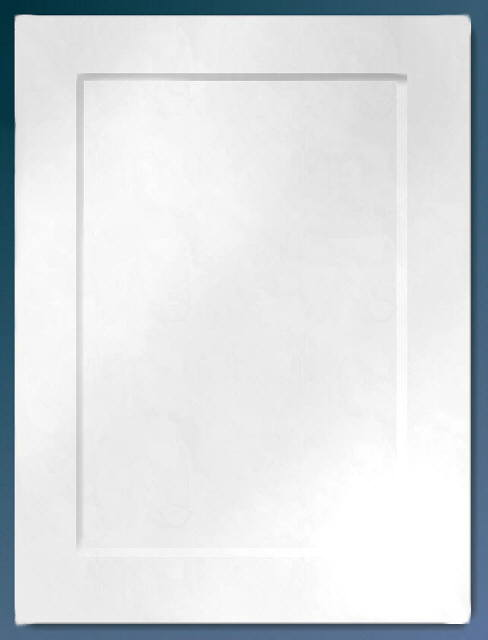
Диас, Нарсис Венера с амуром на руках, 1857. Дерево, масло. 53х30. Приобретена не позднее 29 мая 1891 года, возможно, в 1886 году.
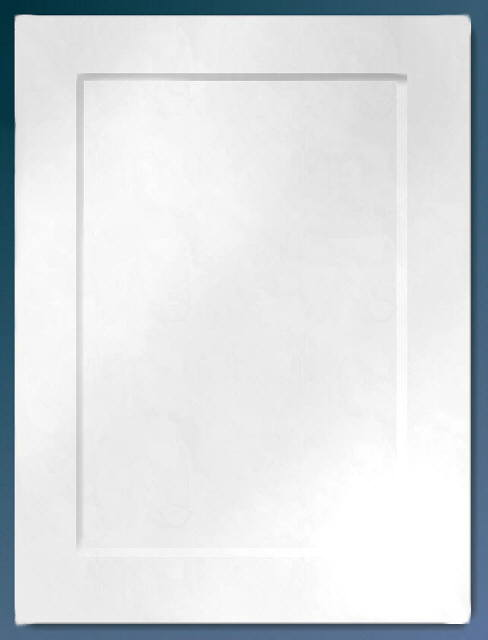
Диас, Нарсис Осень в Фонтенбло, 1872. Дерево, масло. 42х56. Приобретена не позднее 29 мая 1891 года, возможно, в 1886 году.
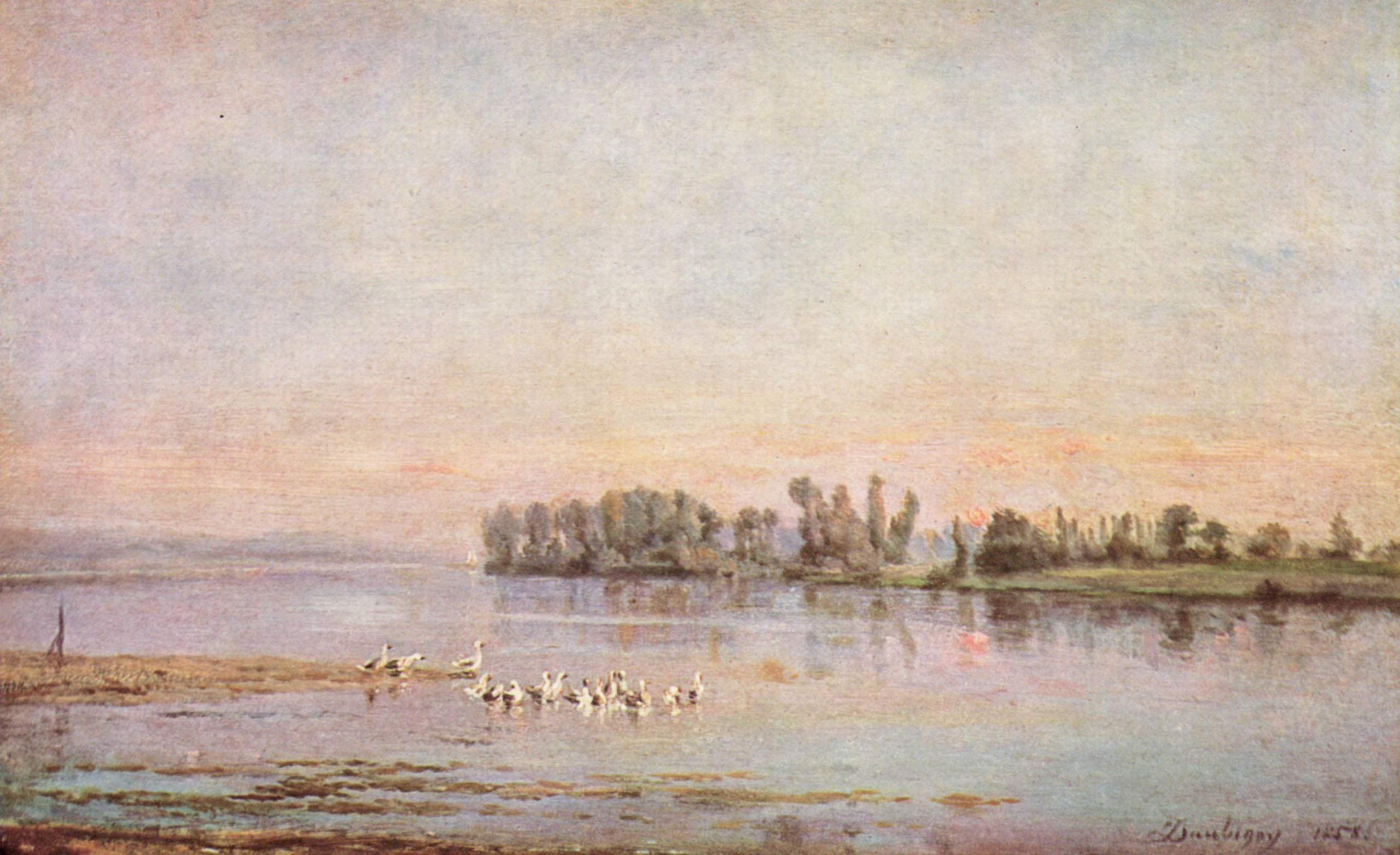
Добиньи, Шарль-Франсуа Утро (гуси), 1858. Дерево, масло. 29х47. Приобретена 25 мая 1891 года в Париже через экспертно-торговую фирму «Арнольд и Трипп» за 15 000 франков.
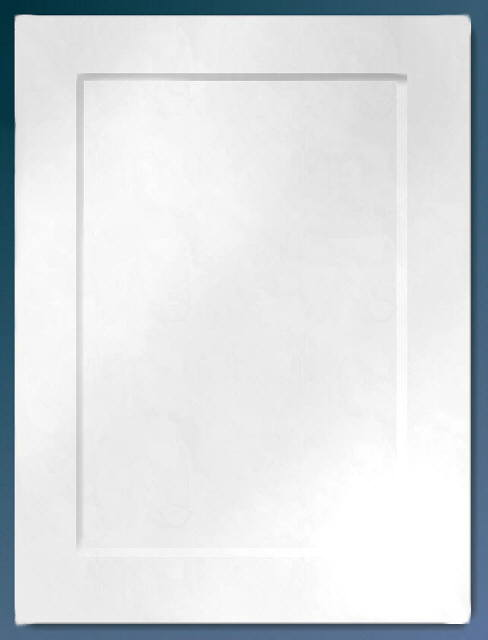
Добиньи, Шарль-Франсуа Пейзаж с лодкой, 1858. Дерево, масло. 24х46. Приобретена 7 ноября 1891 года при посредничестве торгового дома «Буссо и Валадон» за 25 500 франков.
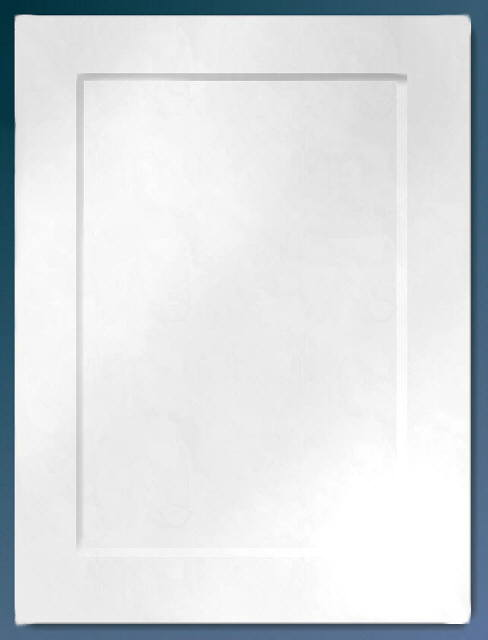
Добиньи, Шарль-Франсуа Деревня Портжуа на берегу Сены, 1868. Дерево, масло. 37х66. Приобретена в 1886 году на распродаже Дефура.
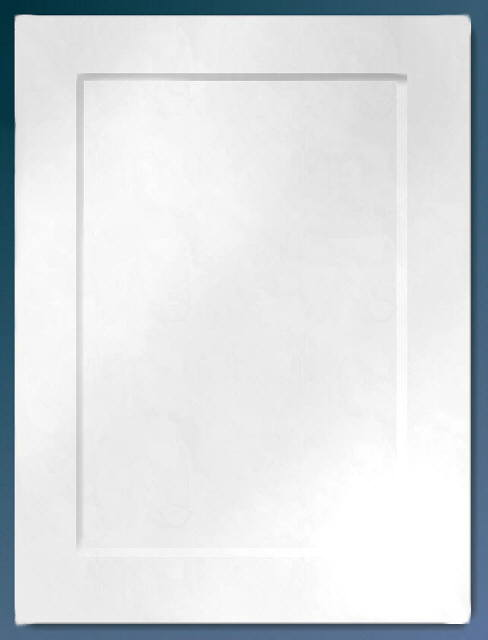
Добиньи, Шарль-Франсуа Берега Уазы, 1860-е. Дерево, масло. 26х46. Приобретена в 1886 году на распродаже Дефура.
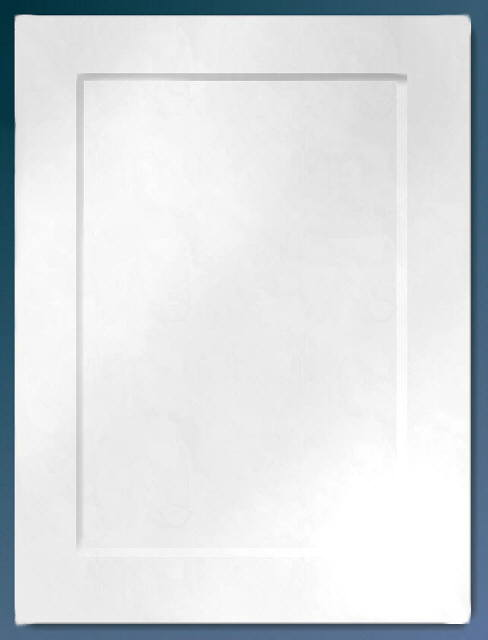
Добиньи, Шарль-Франсуа Вечер в Онфлёре, 1860-е. Дерево, масло. 19х34. Приобретена 25 мая 1892 года при посредничестве торгового дома «Арнольд и Трипп» за 10 000 франков.
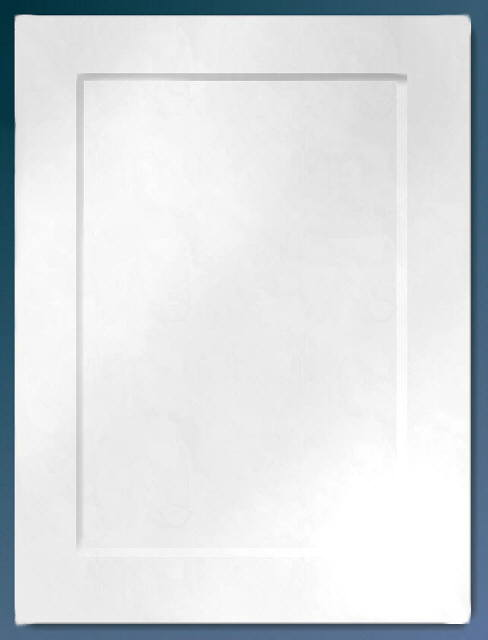
Добиньи, Шарль-Франсуа Морской берег. Виллервиль, рубеж 1860-х — 1870-х. Дерево, масло. 20х34. Приобретена не позднее 29 мая 1891 года.
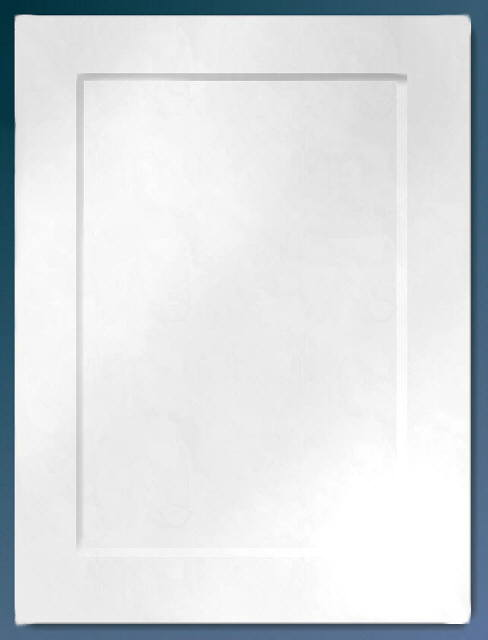
Дюпре, Жюль Вечер, ок. 1844. Холст, масло. 31х35. Приобретена не позднее 29 мая 1891 года.
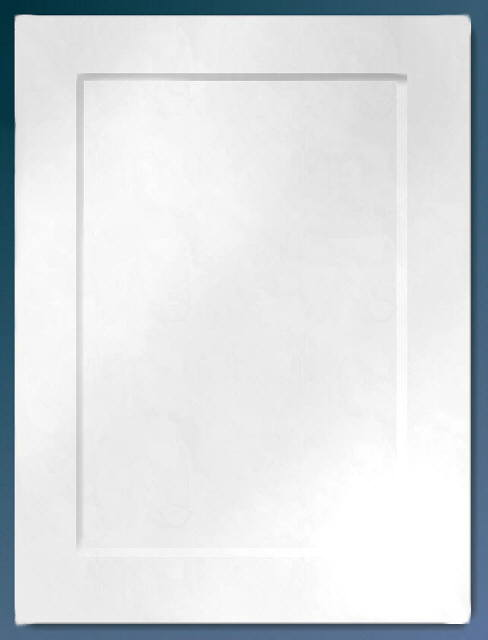
Дюпре, Жюль Морской отлив в Нормандии, ок. 1870. Холст, масло. 79х113. Приобретена 23 ноября 1891 года при посредничестве торгового дома «Арнольд и Трипп» за 27 0000 франков.
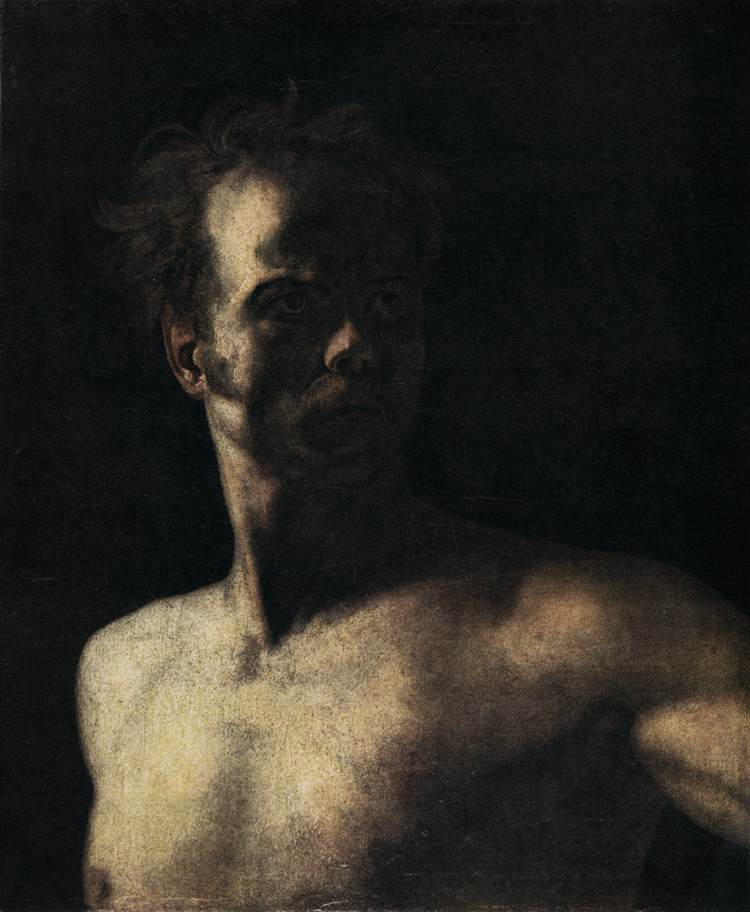
Жерико, Теодор Этюд натурщика. Холст, масло. 64х53. Приобретена 7 ноября 1891 года при посредничестве торгового дома «Буссо и Валадон» за 4 500 франков.
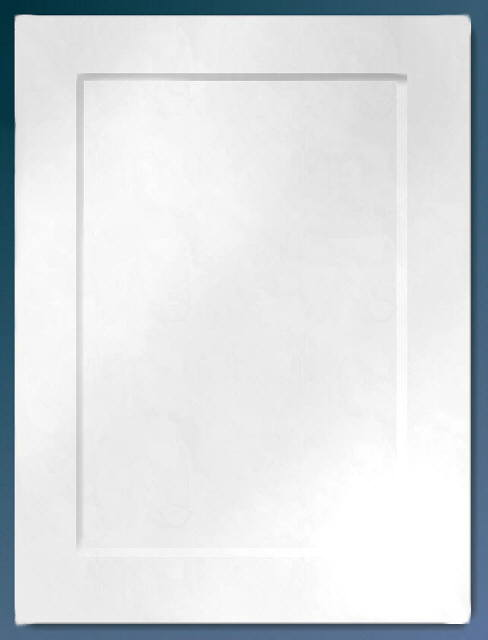
Зием, Феликс-Франсуа В Венеции, 1880—1881. Холст, масло. 76х101. Приобретена 3 марта 1891 года при посредничестве торгового дома «Буссо и Валадон» за 14 000 франков.
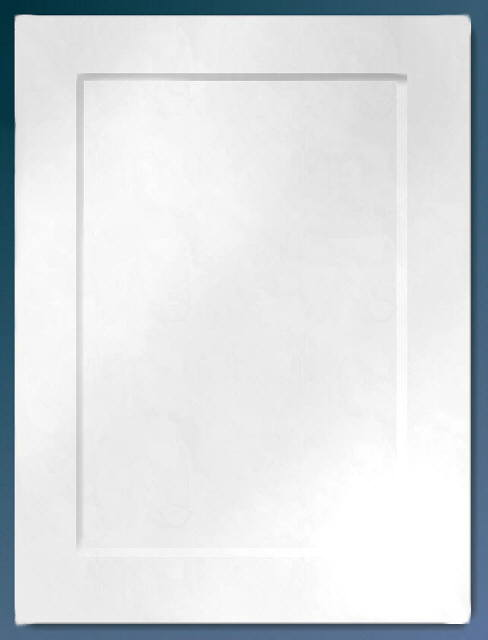
Изабе, Луи-Габриэль-Эжен Мол в Дьепе, 1862. Дерево, масло. 24х19. Приобретена через экспертно-торговую фирму «Арнольд и Трипп» не позднее 29 мая 1891 года.
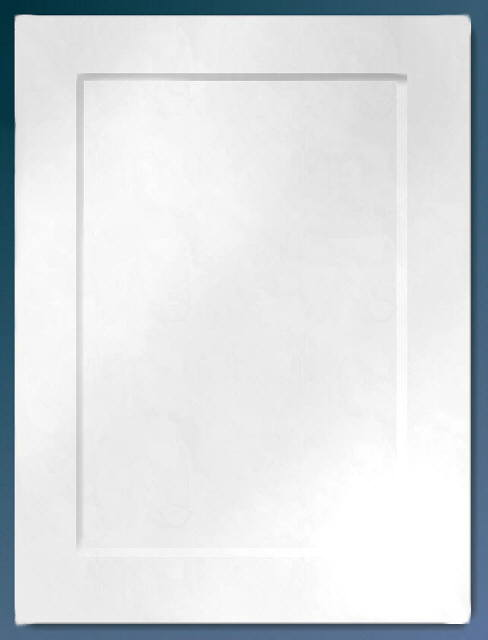
Кабанель, Александр Этюд к плафону «Триумф флоры», 1870. Бумага, сангина. 48х32. Приобретён в 1889 году, вероятно, на посмертной распродаже в галерее Ж. Пети.
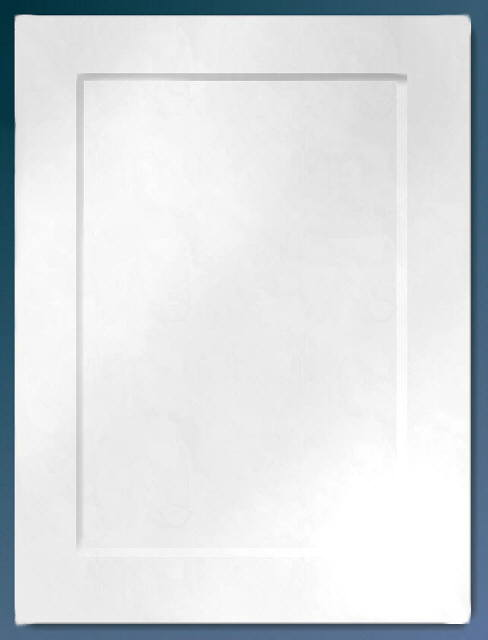
Коро, Жан Батист Камиль Холмы с вереском у Вимутье. Холст, масло. 32х48. Приобретена не позднее 29 мая 1891 года.
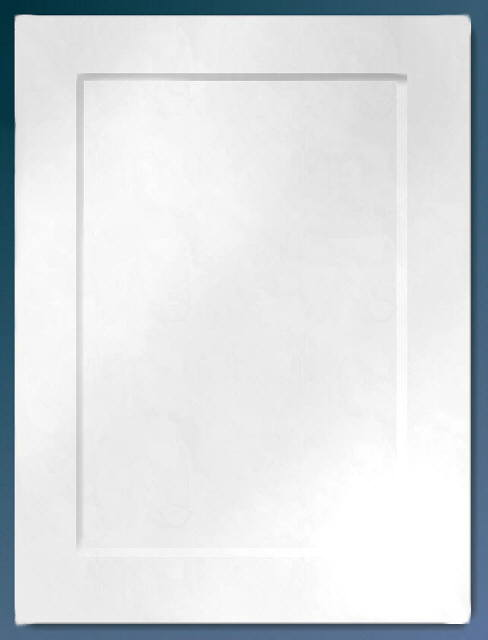
Коро, Жан Батист Камиль Замок Пьерфон. Бумага на дереве, масло. 47х38. Приобретена не позднее 29 мая 1891 года.
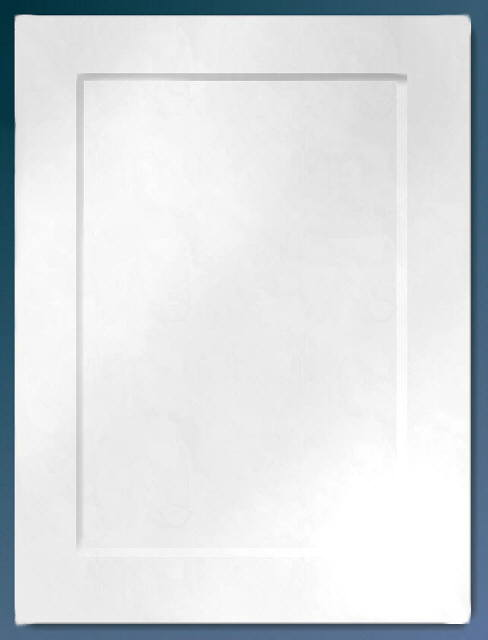
Коро, Жан Батист Камиль Бурная погода. Па-де-Кале. Холст, масло. 38х55. Приобретена 25 мая 1892 года при посредничестве торгового дома «Арнольд и Трипп» за 20 0000 франков.
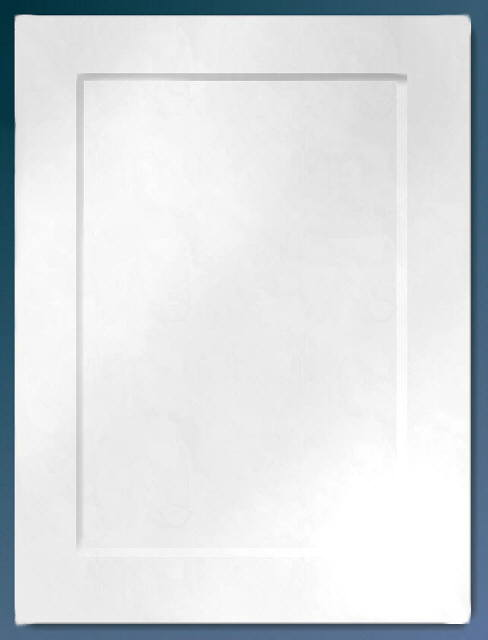
Коро, Жан Батист Камиль Порыв ветра, 2-я пол. 1860-х. Холст, масло. 48х66. Приобретена не позднее 29 мая 1891 года.
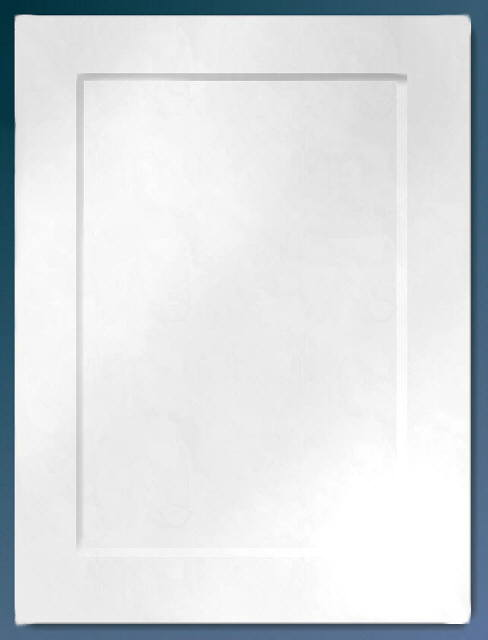
Коро, Жан Батист Камиль Купание Дианы, 1873—1874. Холст, масло. 161х80. Приобретена 30 апреля 1892 года через торговый дом «Буссо и Валадон» за 60 000 франков.
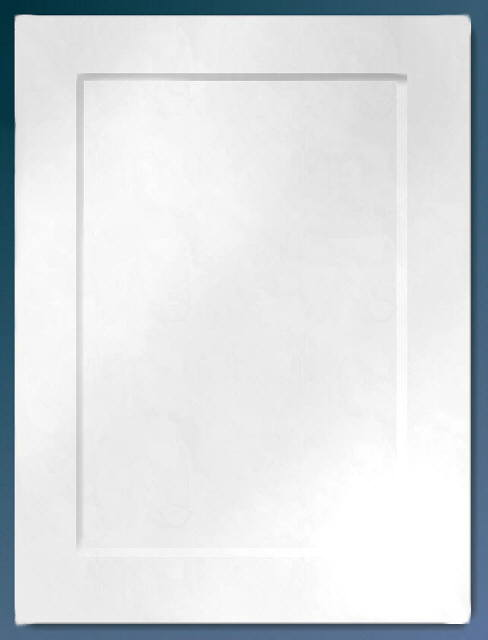
Коро, Жан Батист Камиль Крестьянка, пасущая корову…, 1865—1870. Холст, масло. 47,5х35. Приобретена 15 мая 1891 года через торговый дом «Буссо и Валадон» за 20 000 франков.
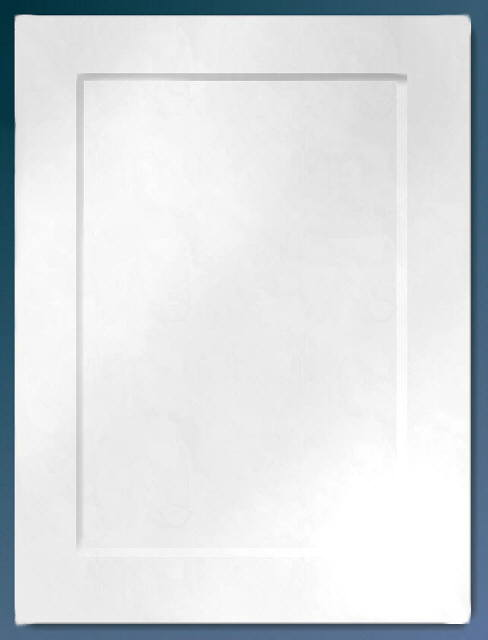
Коро, Жан Батист Камиль Опушка леса. Холст, масло. 46х37. Приобретена 23 ноября 1891 года при посредничестве торгового дома «Буссо и Валадон» за 13 000 франков.
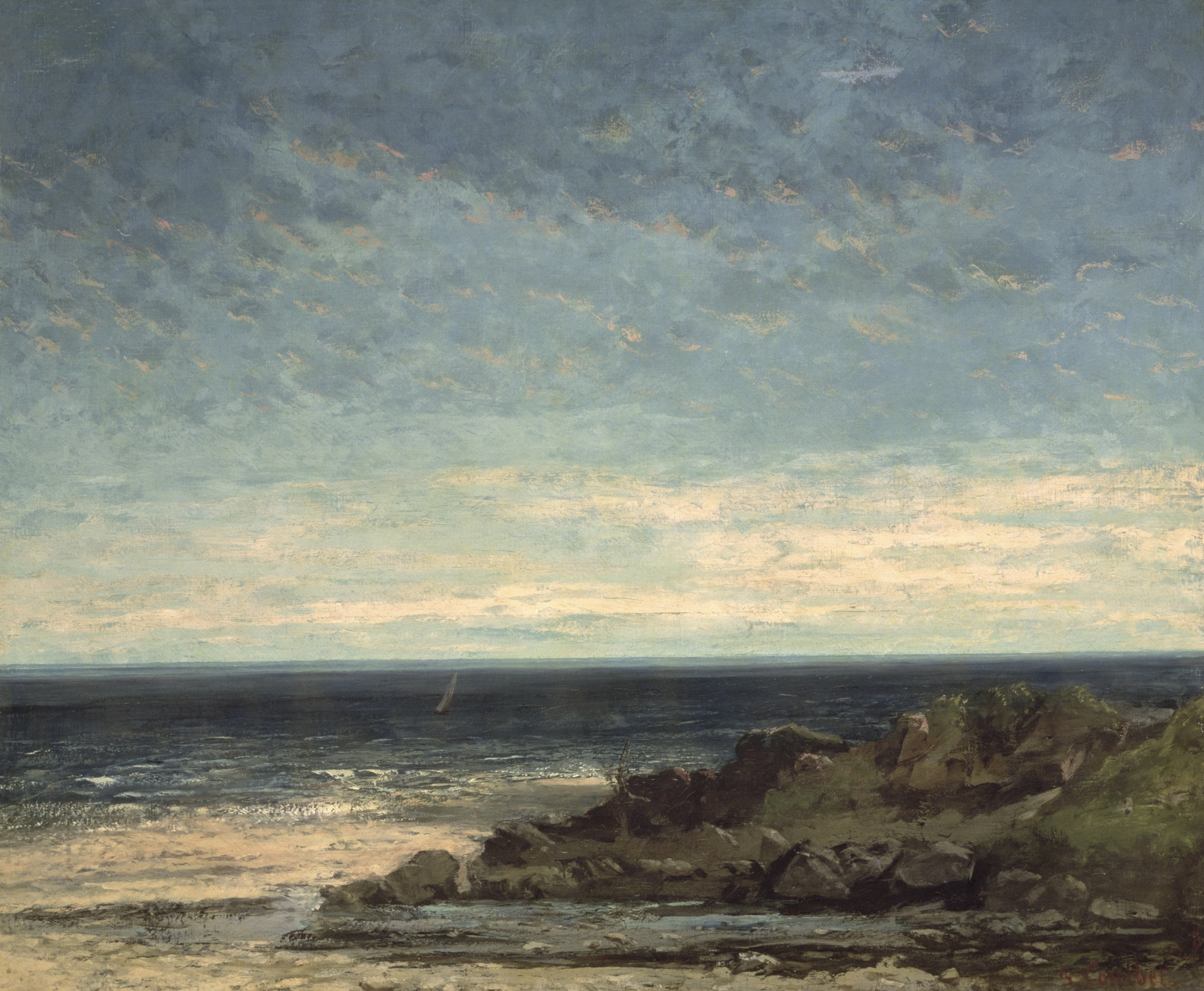
Курбе, Гюстав Море, 1867. Холст, масло. 103х126. Приобретена в ноябре 1882 года в Париже при содействии А. П. Боголюбова.
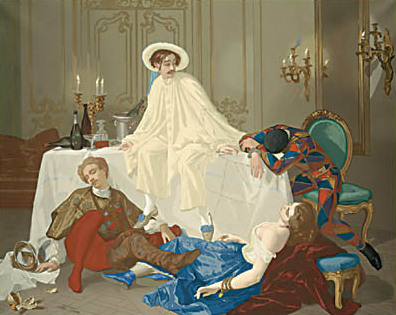
Кутюр, Тома Ужин после маскарада, ок. 1855. Холст, масло. 32х41. Приобретена, возможно, в 1886 году.
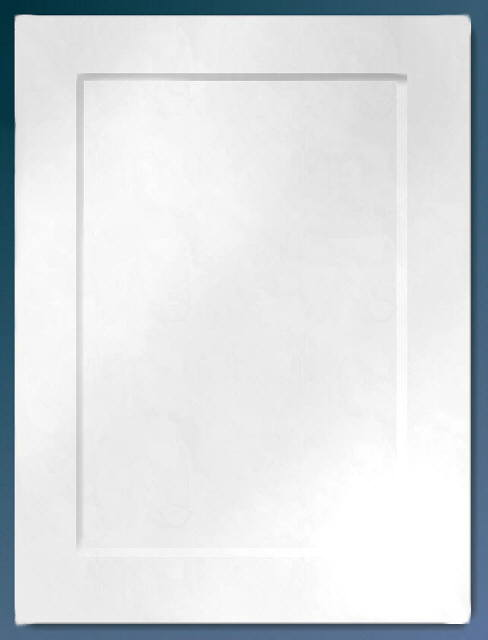
Л. Лермитт Нормандский дворик. Картон, пастель. 39х49. Приобретена не позднее 1890 года.
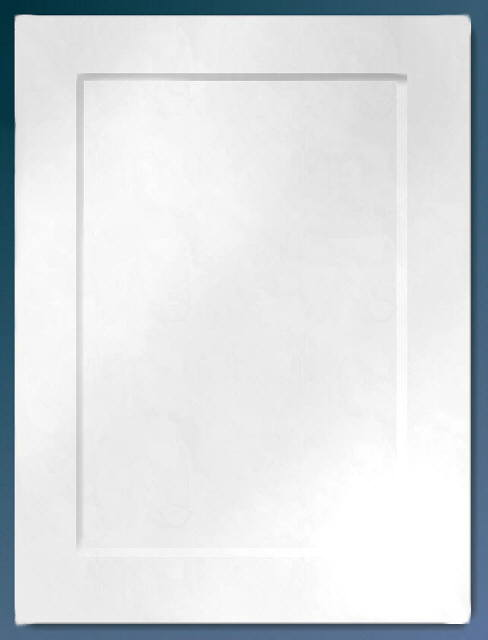
Лермитт, Леон Сарай (Нормандская хижина). Картон, пастель. 31х44. Приобретена не позднее 1890 года.
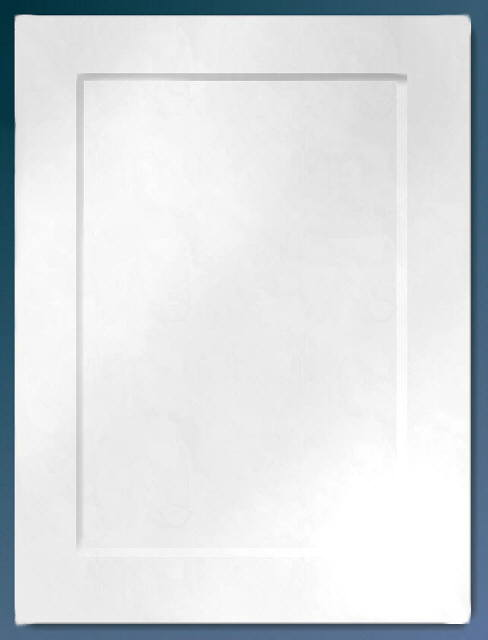
Лермитт, Леон Гавань в Трепоре. Бумага, пастель. 24х34. Приобретена не позднее 29 мая 1891 года.
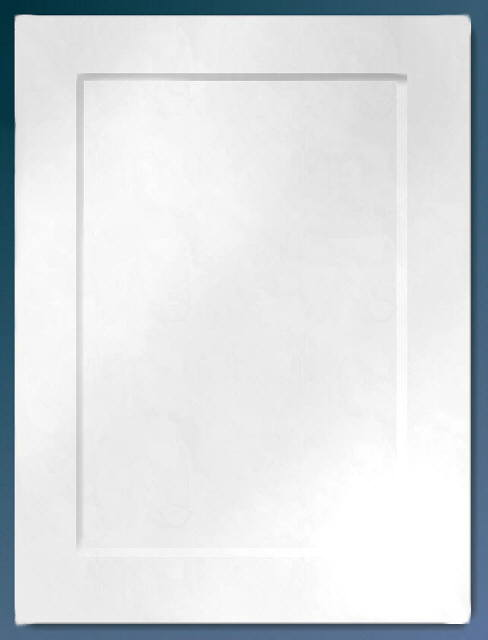
Лоран, Жан-Поль Бернар Делисьё в трибунале инквизиции, 1881. Холст, масло. 79х121. Приобретена в 1881 году.
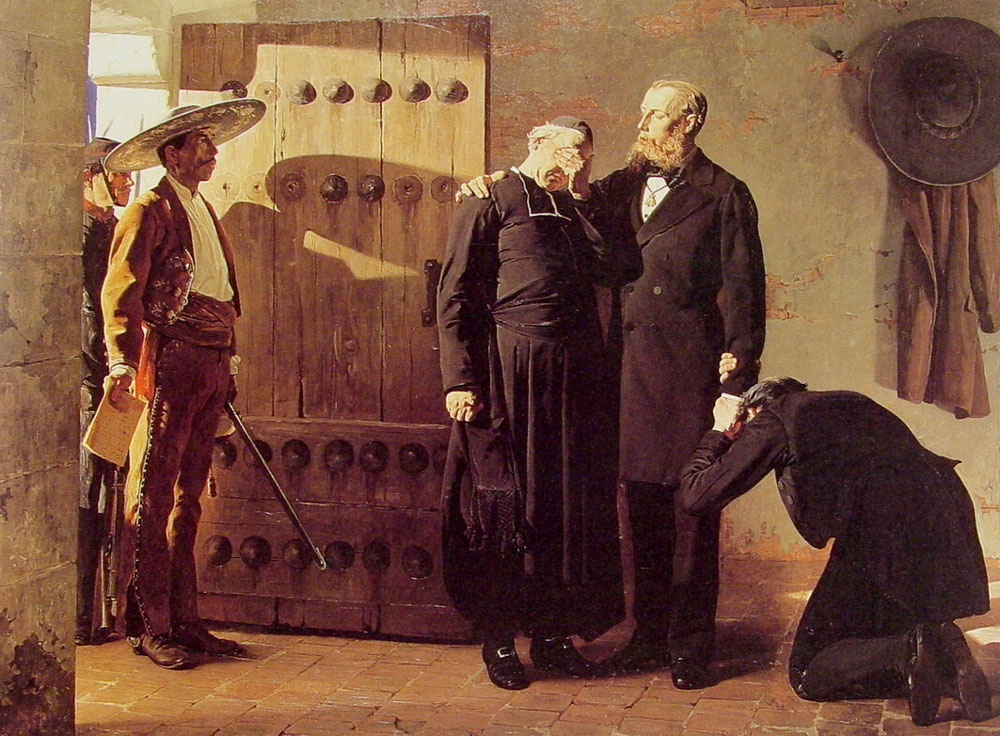
Лоран, Жан-Поль Последние минуты Максимилиана, 1882. Холст, масло. 222х303. Приобретена в 1882 году у автора.
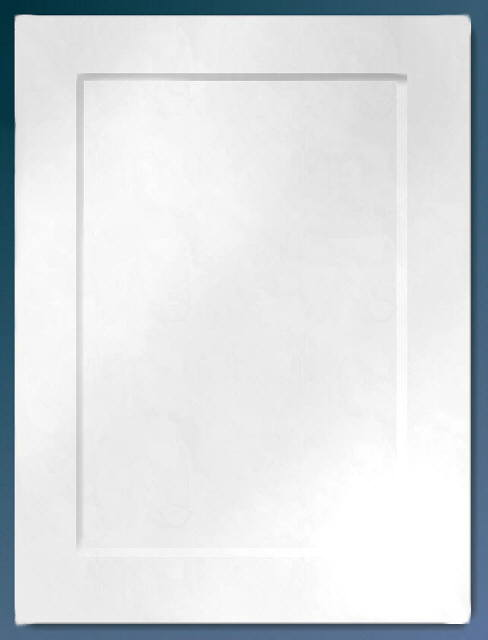
Луиджи Луар Дым окружной парижской железной дороги, 1885. Холст, масло. 172х296. Приобретена в 1885 году.
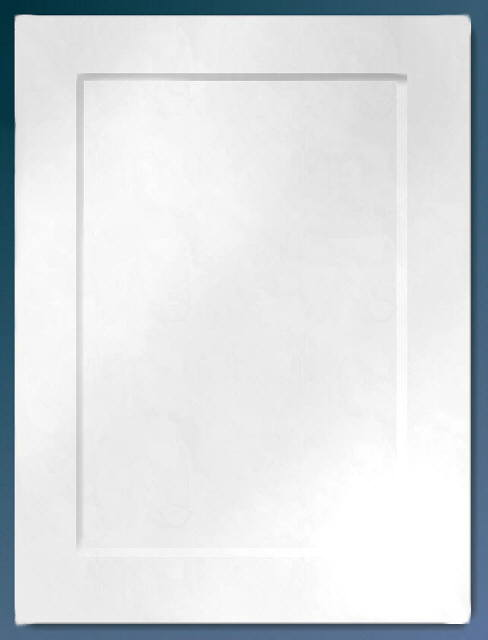
Марилья, Проспер Опушка леса (В лесу Фонтенбло), рубеж 1830-х —1840-х. Дерево, масло. 22х17. Приобретена не позднее 29 мая 1891 года.
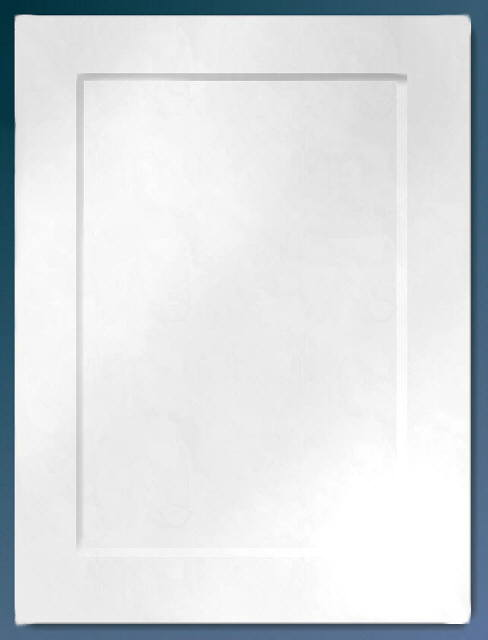
Месонье, Жан-Луи-Эрнест Прохождение депутаций в Нанси, 1867. Пергамент, тушь, сепия, белила. 23,9х35,5. Приобретена не позднее 29 мая 1891 года.
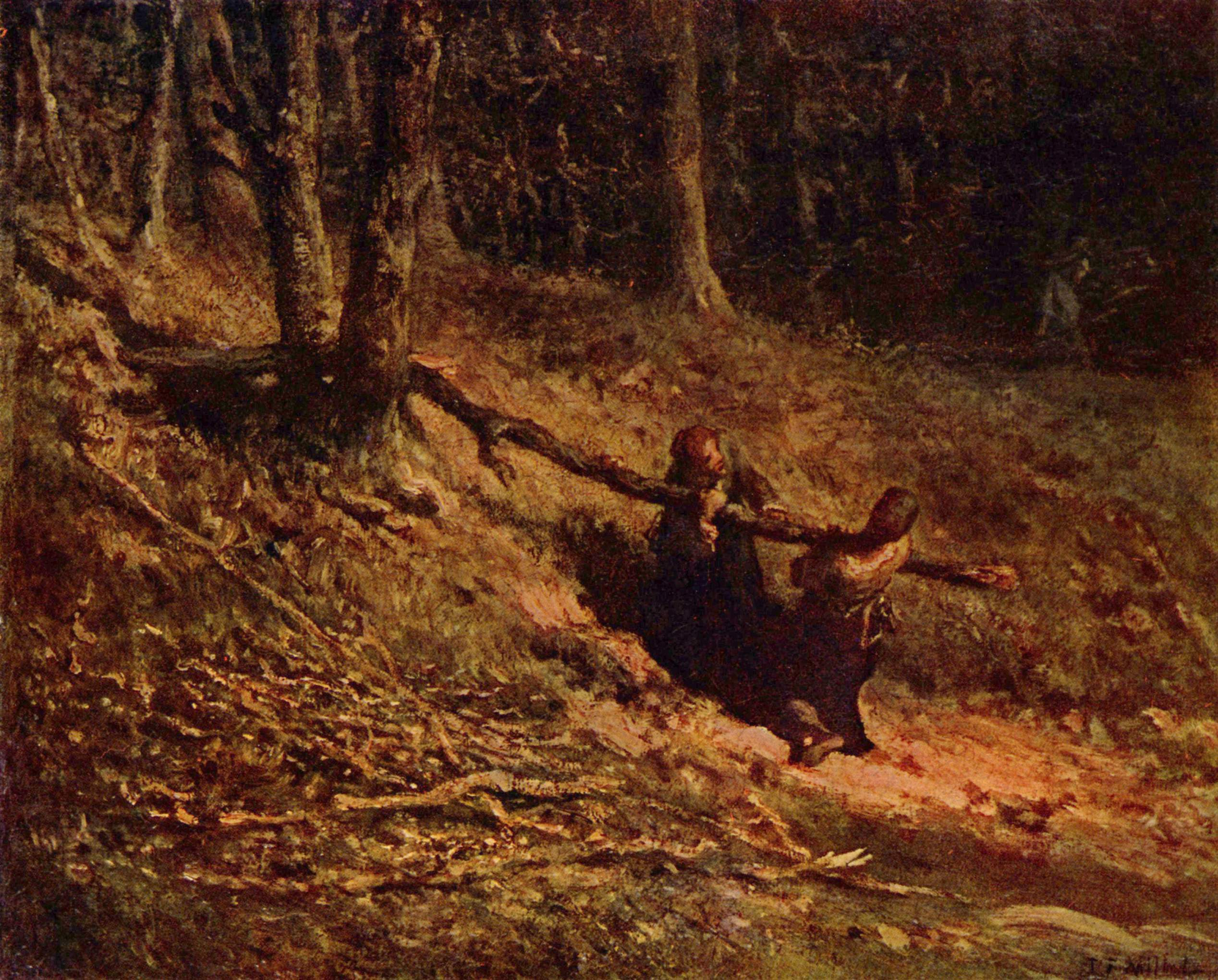
Милле, Жан-Франсуа Собирательницы хвороста, нач. 1850-х. Холст, масло. 37х45. Приобретена до февраля 1891 года.
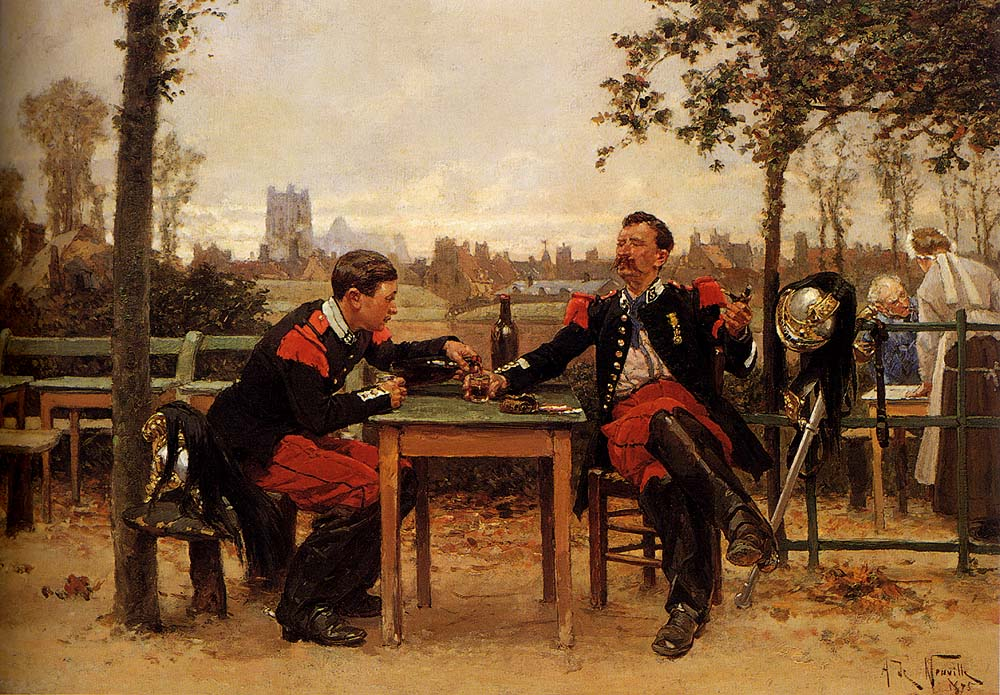
Невиль, Альфонс де Угощение начальника, 1875. Холст, масло. 37х55. Приобретена 1 мая 1892 года при посредничестве торгового дома «Арнольд и Трипп» за 18 0000 франков.
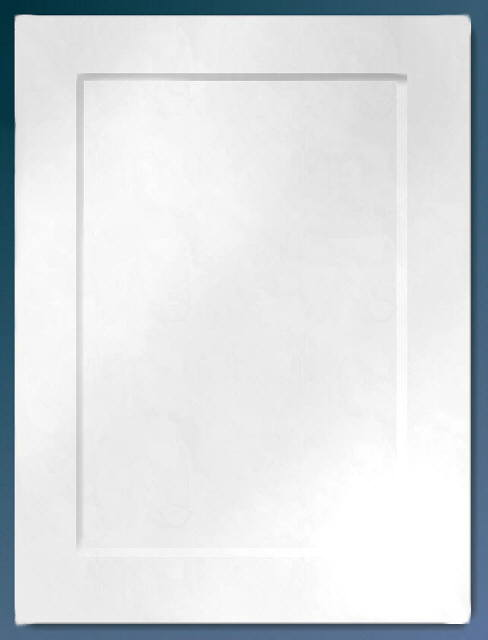
Рикар, Луи Гюстав[фр.] Цыганка (Женская головка). Холст, масло. 46х35. Приобретена 1 мая 1890 года при посредничестве торгового дома «Арнольд и Трипп»
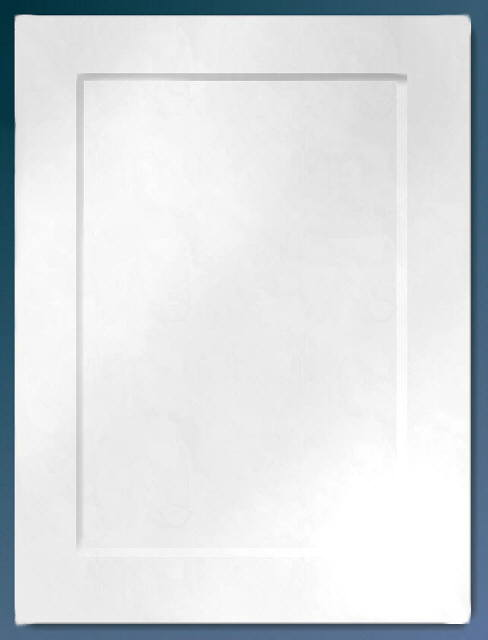
Рошгросс, Жорж-Антуан Перепелиный бой, 1889—1890. Холст, масло. 61х130. Приобретена не ранее 11 августа 1890 года.
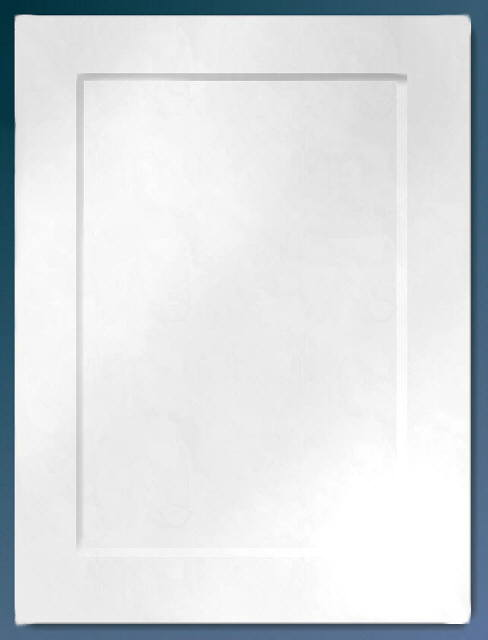
Руабе, Фердинанд[фр.] Паж с собаками. Холст, масло. 137х166. Приобретена в 1875 году у П. Дюран-Рюэля.
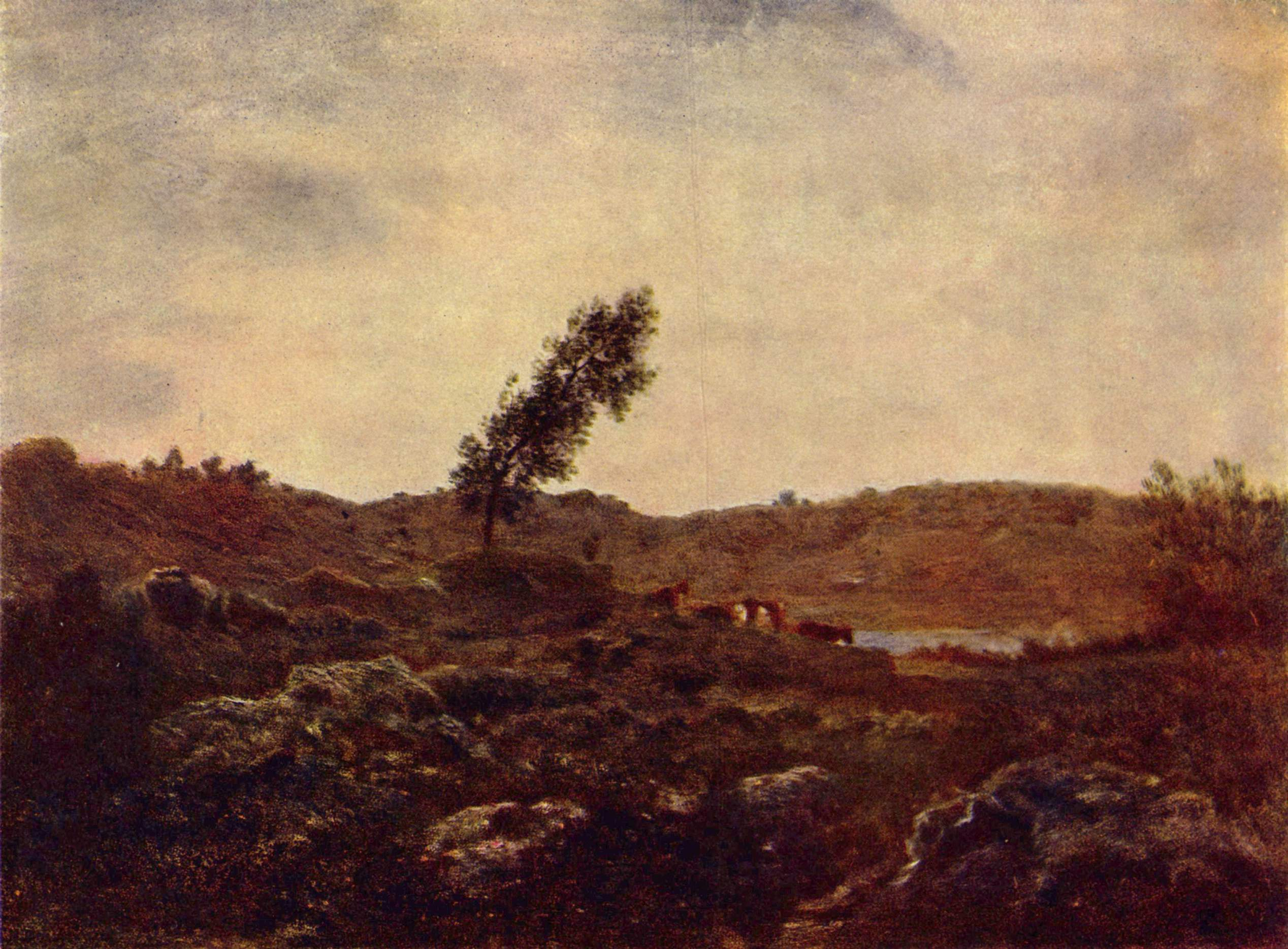
Руссо, Теодор Овраги Апремон (Вид в Барбизоне), ок. 1860—1865. Дерево, масло. 24х32. Приобретена не позднее 29 мая 1891 года.
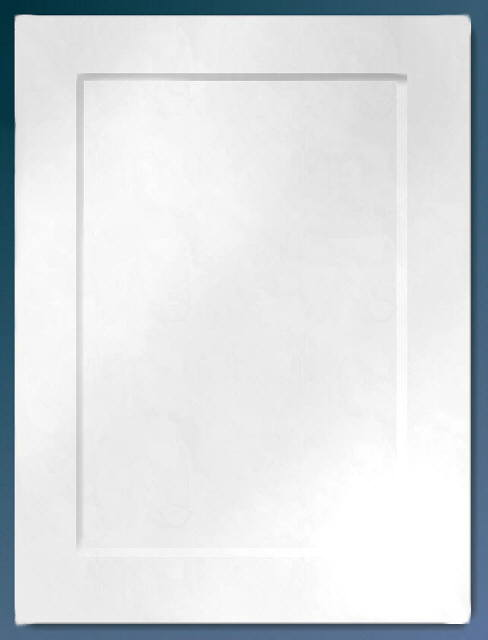
Руссо, Теодор У водопоя, ок. 1860—е. Дерево, масло. 12,5х24. Приобретена 3 марта 1891 года при посредничестве торгового дома «Буссо и Валадон» за 13 000 франков.
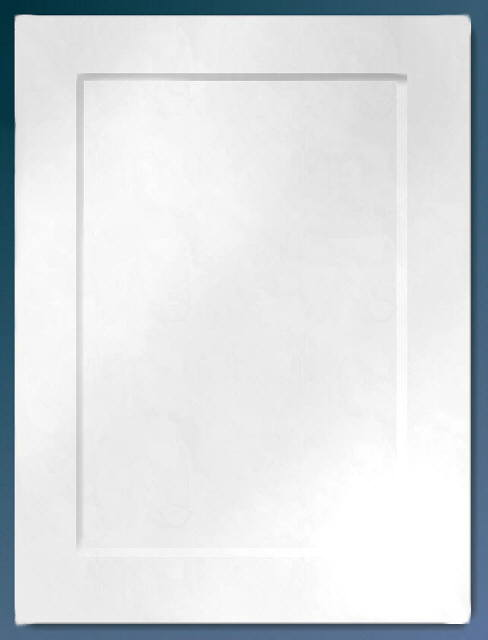
Руссо, Теодор В лесу Фонтебло. Холст, масло. 64х54. Первоначально приобретена 11 февраля 1882 года.
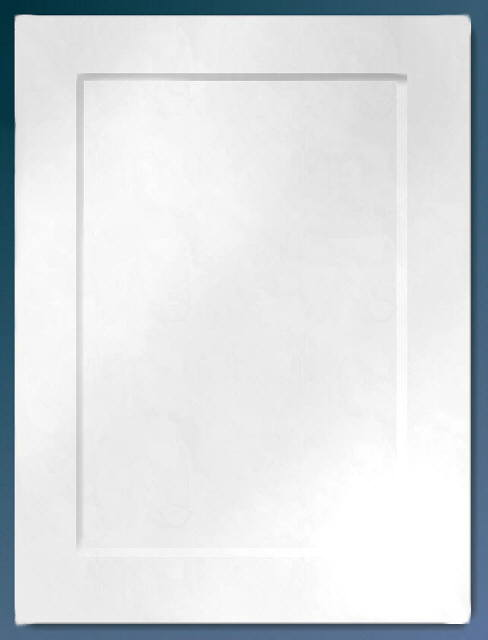
Тройон, Констан Приближение грозы, 1851. Дерево, масло. 53х83,2. Приобретена не позднее 29 мая 1891 года.
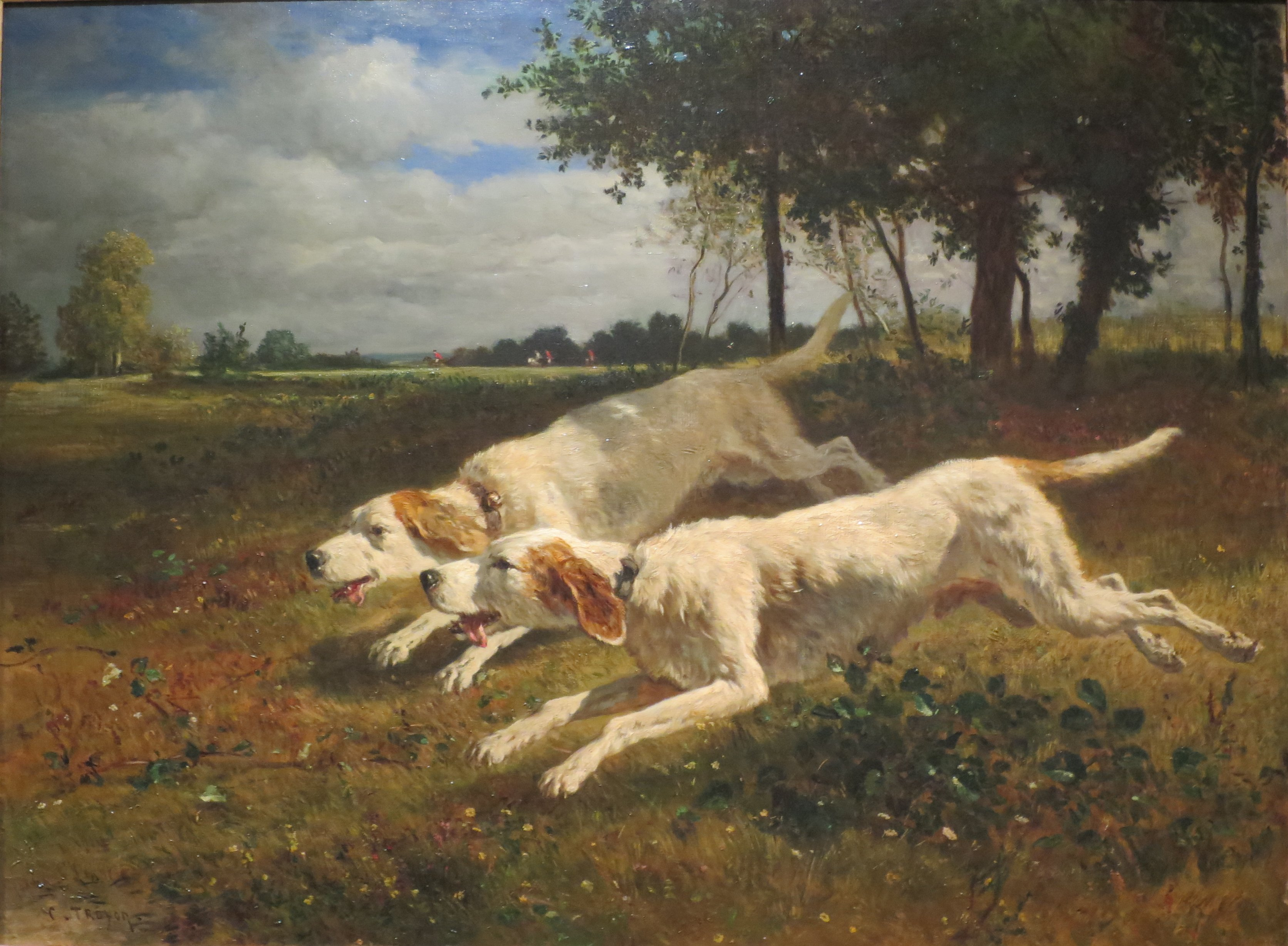
Тройон, Констан Бегущие собаки, 1853. Холст, масло. 55х88. Приобретена 25 мая 1892 года при посредничестве торгового дома «Арнольд и Трипп» за 72 5000 франков.
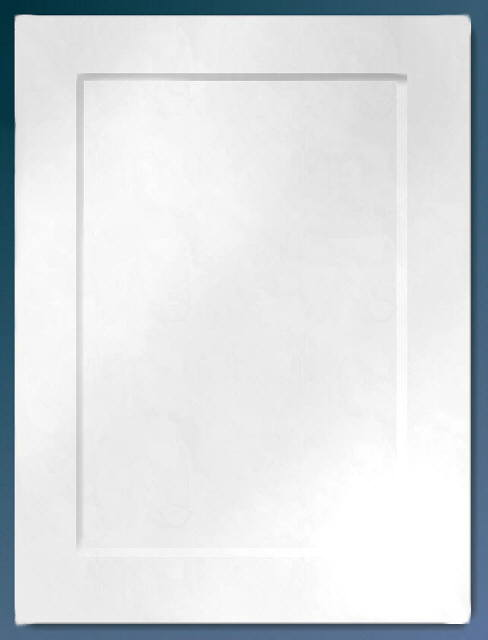
Тройон, Констан Вол, 1851. Холст, масло. 89х71. Приобретена не позднее 29 мая 1891 года.
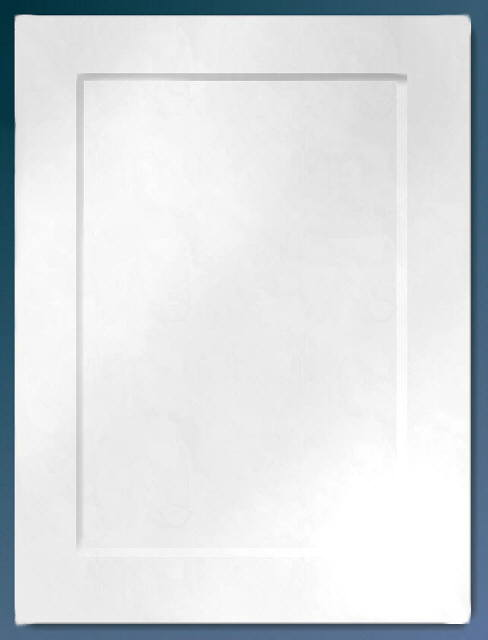
Тройон, Констан Собака и кролик, 1850-е. Дерево, масло. 50х66. Приобретена 3 марта 1891 года при посредничестве торгового дома «Буссо и Валадон» за 14 000 франков.
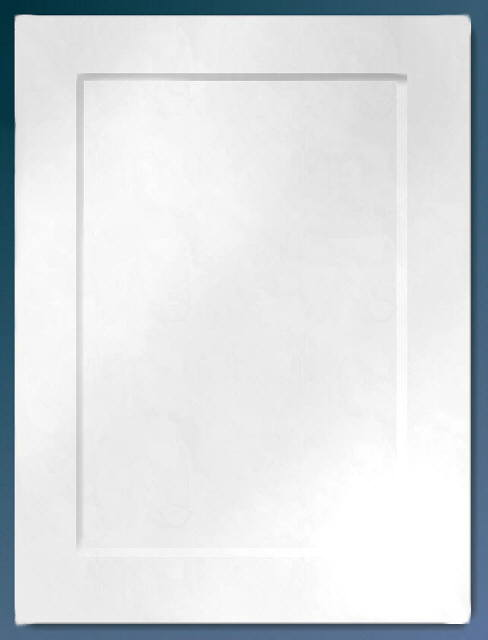
Тройон, Констан Овцы, 1850-е. Дерево, масло. 30х39. Приобретена в торговом доме А. Гупиля не позднее февраля 1879 года.
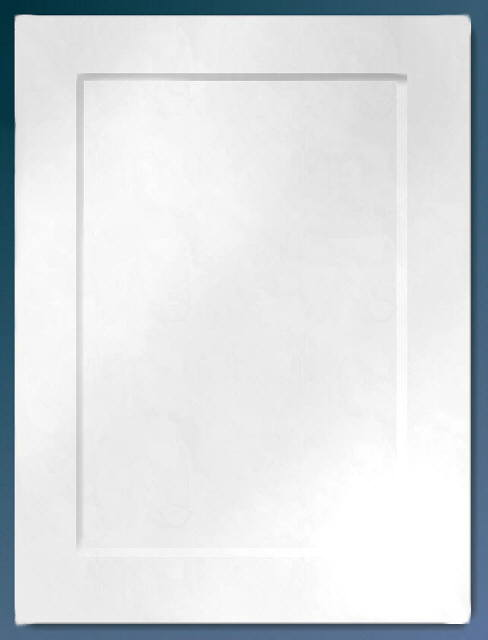
Фромантен, Эжен В ожидании переправы через Нил, 1872. Холст, масло. 79х111. Приобретена в 1883 году.
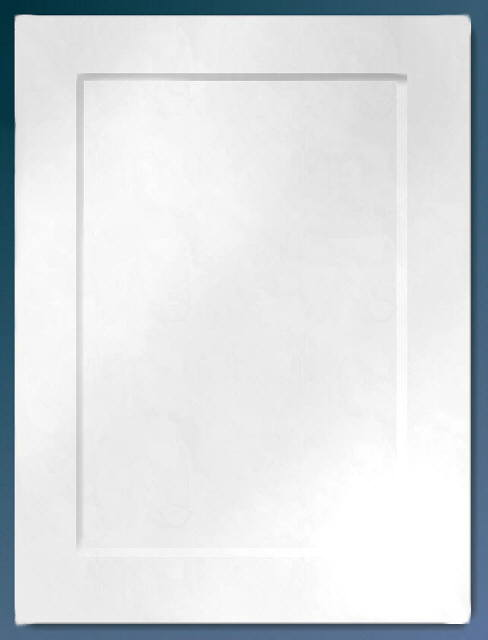
Эйльбют, Фердинан Прогулка по Сене, сер. 1870-х. Дерево, масло. 35х56. Приобретена не позднее 29 мая 1891 года.
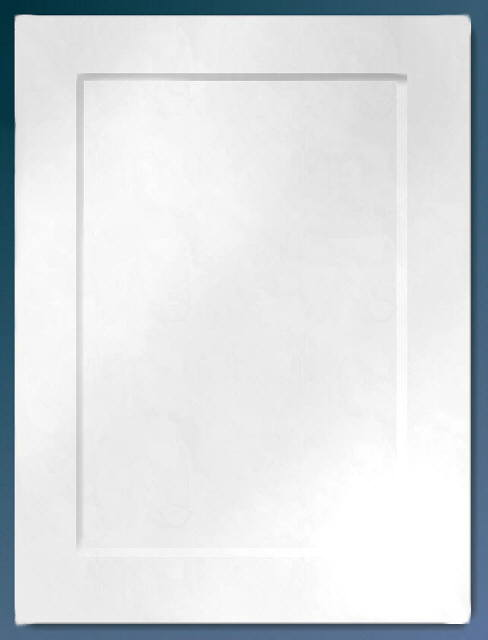
Энгр, Жан Огюст Доминик Портрет Жана Батиста Мольера, 1843. Бумага, карандаш, акварель, тушь, белила. 22,4х19,2; очерчен рамкой: 21х16. Приобретён в 1887 году.
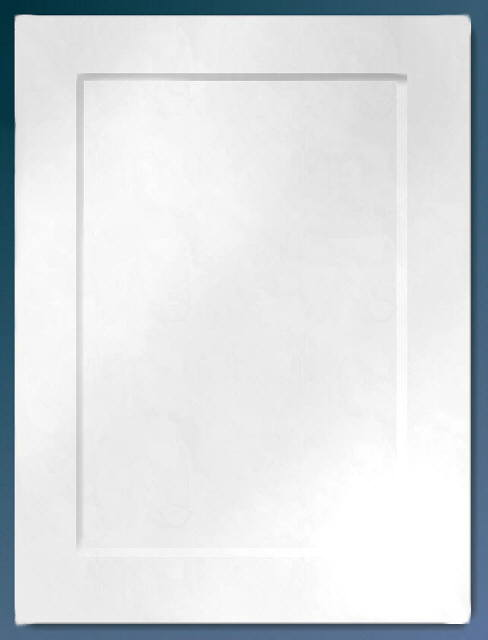
Эннер, Жан-Жак Девушка с книгой, ок. 1890. Холст, масло. 45,5х31,5. Приобретена не позднее 29 мая 1891 года.
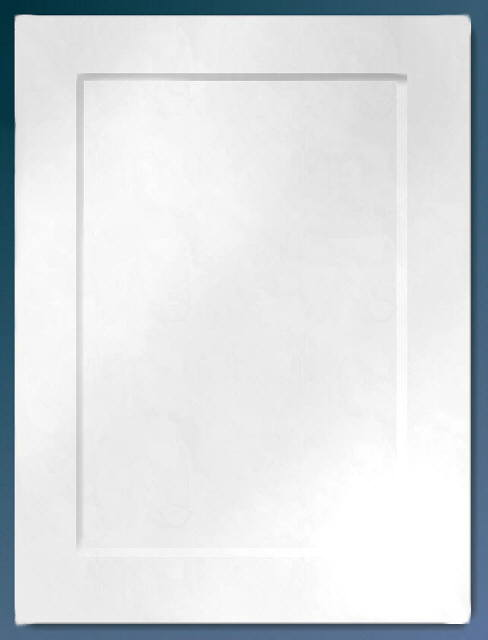
Фромантен, Эжен В ожидании переправы через Нил, 1872. Холст, масло. 79х111. Приобретена в 1883 году.
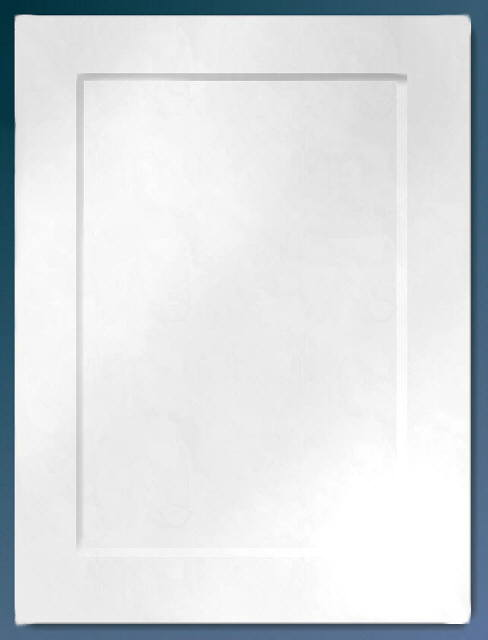
Петтенкоффен, Август Лошади у колодца. Холст, масло. 44,5х32. Приобретена в 1887 году.
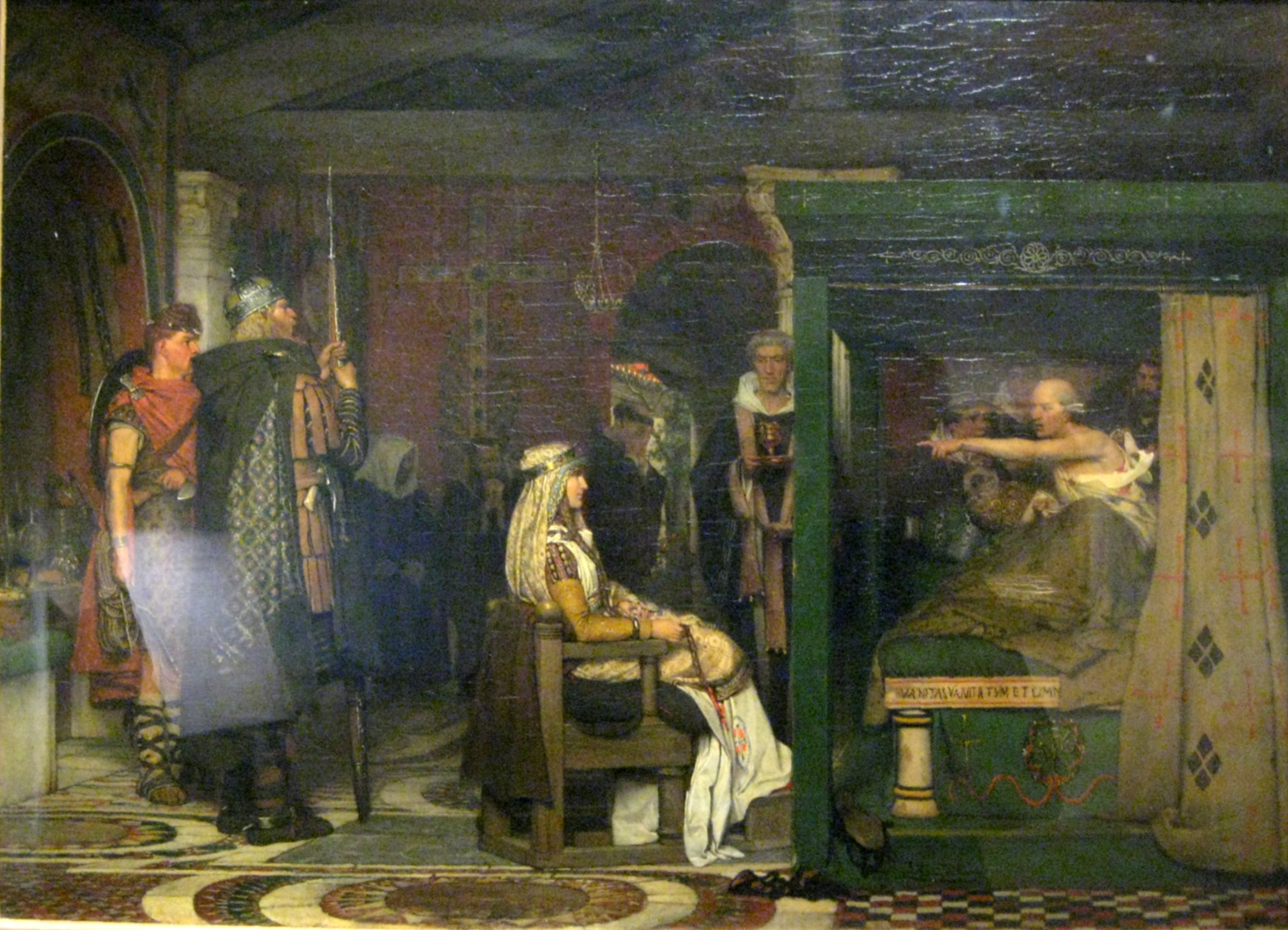
Альма-Тадема, Лоуренс Фредегонда у одра епископа Претекстата, 1864. Дерево, масло. 65х90. Приобретена не позднее 1887 года при посредничестве торгового дома «Арнольд и Трипп».
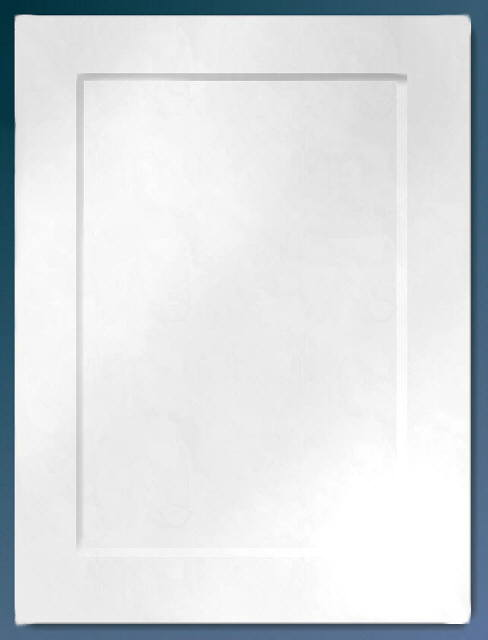
Мункачи, Михай Составление букета, ок. 1882. Дерево, масло. 99х78,5. Приобретена в 1882 году в Париже.
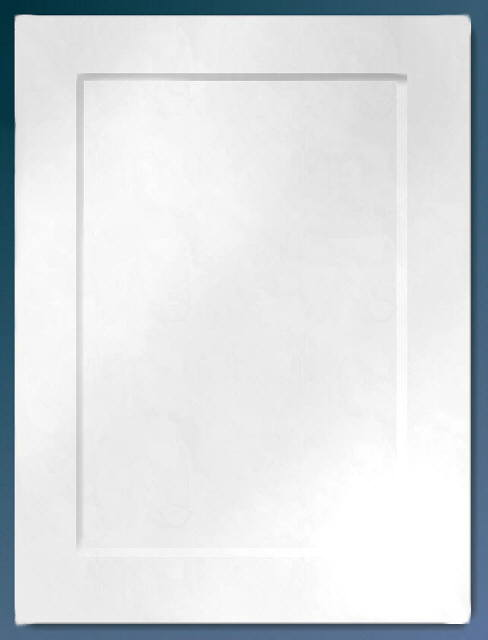
Ахенбах, Андреас Водопад в лесу, 1850. Холст, масло. 40х33. Приобретена не позднее 29 мая 1891 года.
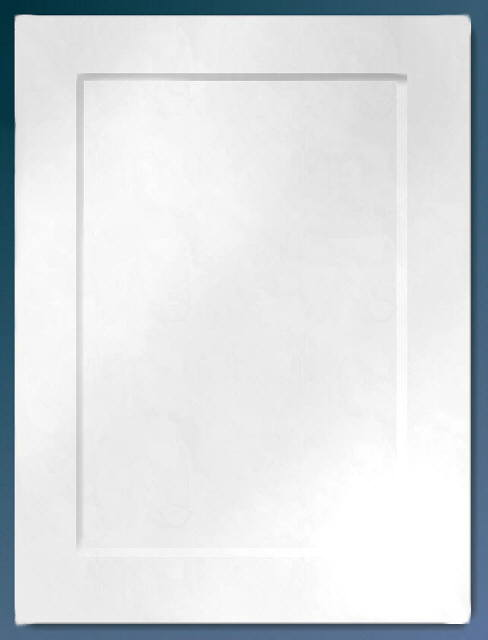
Ахенбах, Андреас Вид Схевенингена в Голландии. Дерево, масло. 29х39,2. Приобретена не позднее 29 мая 1891 года.
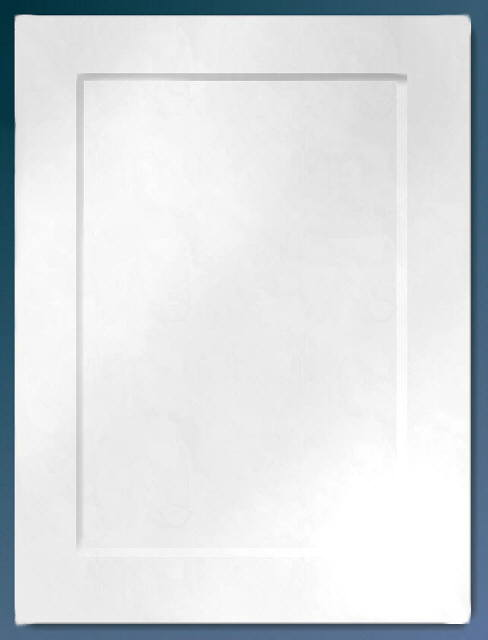
Ахенбах, Освальд В парке виллы Торлония около Рима. Холст, масло. 140х195. Приобретена, вероятно, в 1880 году.
Ахенбах, Освальд Фейерверк в Неаполе, 1875. Холст, масло. 65,5х100,5. Приобретена не позднее 29 мая 1891 года.
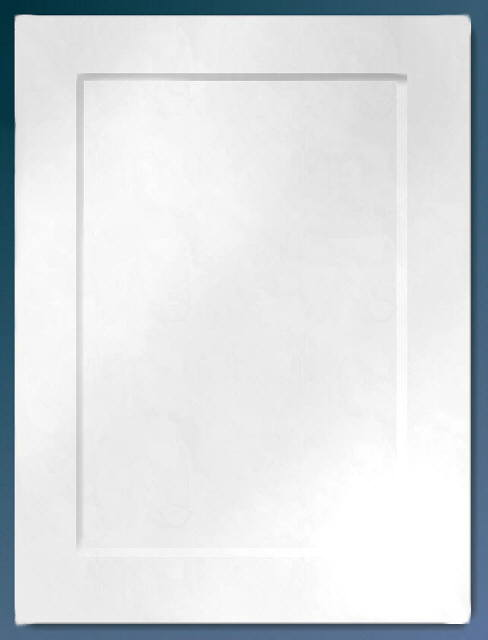
Вотье, Беньямин[нем.] У нотариуса. Холст, масло. 36х43. Приобретена, вероятно, в 1875 году в Санкт-Петербурге.
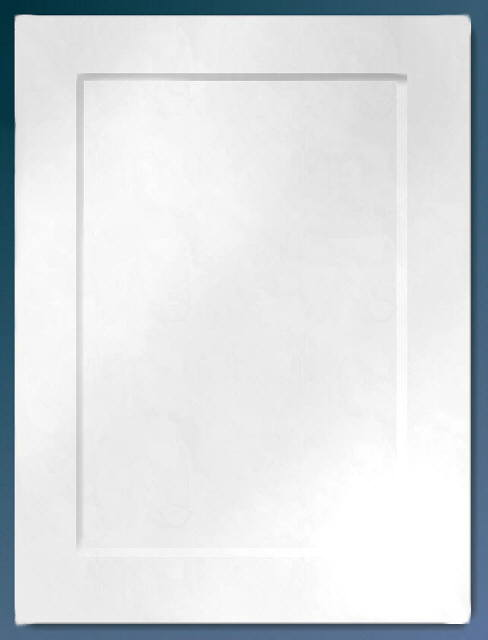
Дюкер, Ойген На острове Рюген, 1868. Холст, масло. 70х112. Приобретена не позднее 29 мая 1891 года.
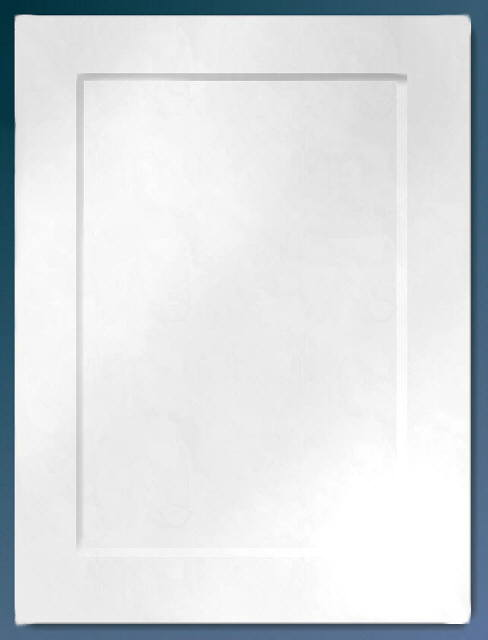
Дюкер, Ойген На речке, 1870. Холст, масло. 52,5х78.
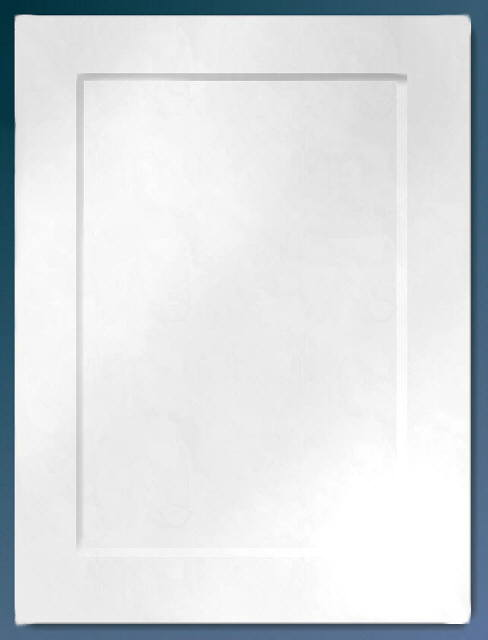
Дюкер, Ойген Перед грозой, 1870. Холст, масло. 90х49. Приобретена не позднее 29 мая 1891 года.
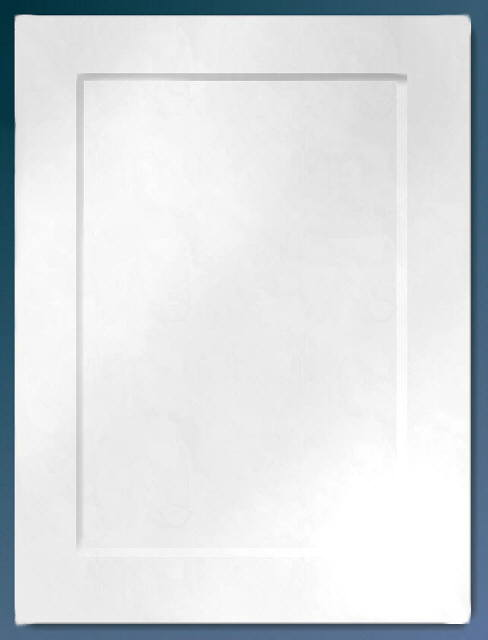
Кнаус, Людвиг С поздравлением, 1877. Дерево, масло. 35х26. Приобретена, вероятно, до 1882 года.
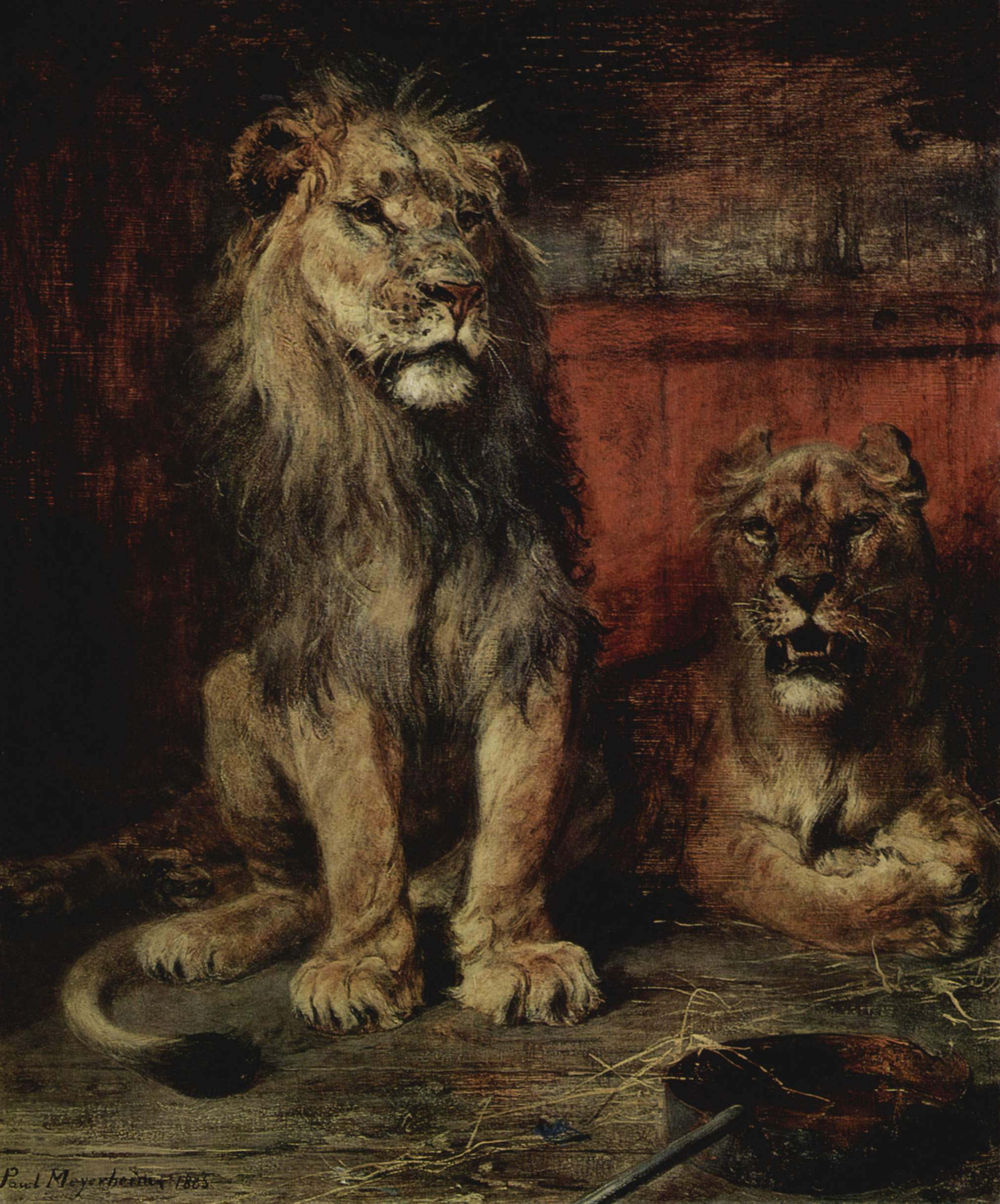
Мейерхейм, Пауль Львы, 1885. Холст, масло. 48,5х40,5. Приобретена не позднее 1886 года.
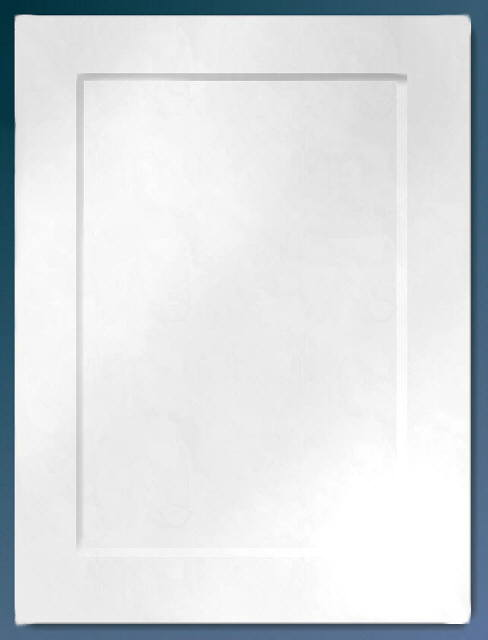
Менцель, Адольф фон В Люксембургском саду, 1876. Холст, масло. 21х28. Приобретена не позднее 29 мая 1891 года.
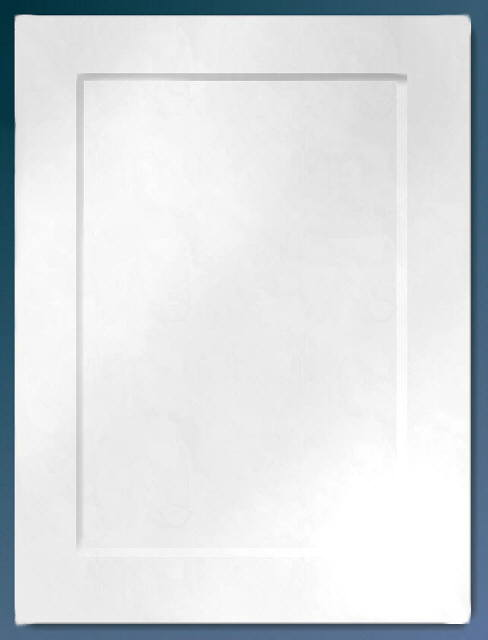
Менцель, Адольф фон Странствующий цирк, 1884. Бумага на картоне, гуашь. 18х27. Приобретена не позднее 29 мая 1891 года.
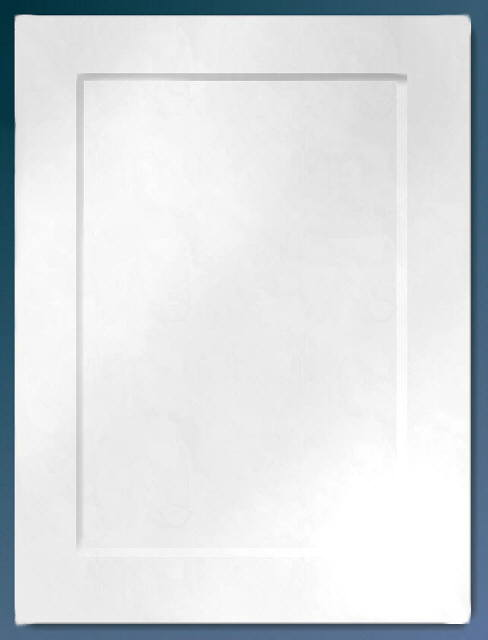
Оге, Шарль Вид Голландии, 1850. Холст, масло. 17х23. Приобретена не позднее 29 мая 1891 года.
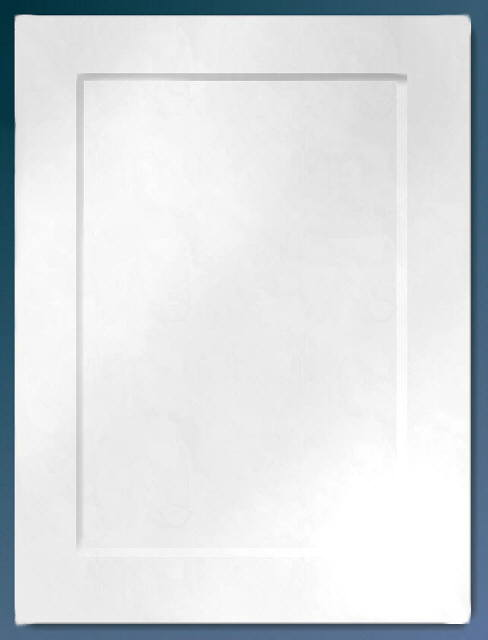
Исраэлс, Йозеф Швеи. Холст, масло. 59х78. Приобретена 1 мая 1891 года при посредничестве торгового дома «Арнольд и Трипп» за 18 0000 франков.
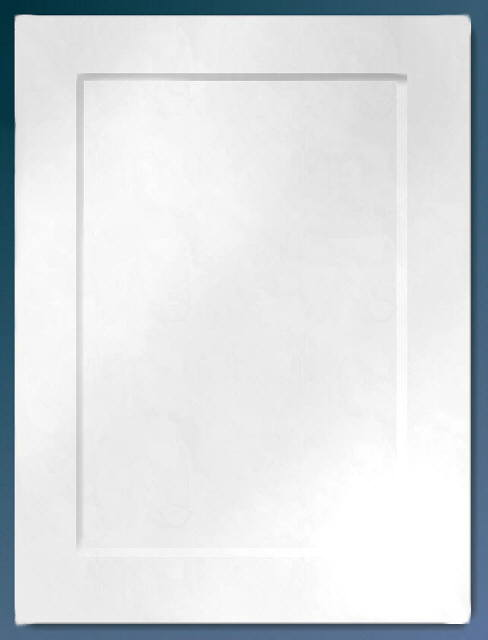
Куккук, Баренд Корнелис Пейзаж. Дерево, масло. 36,2х47,4.
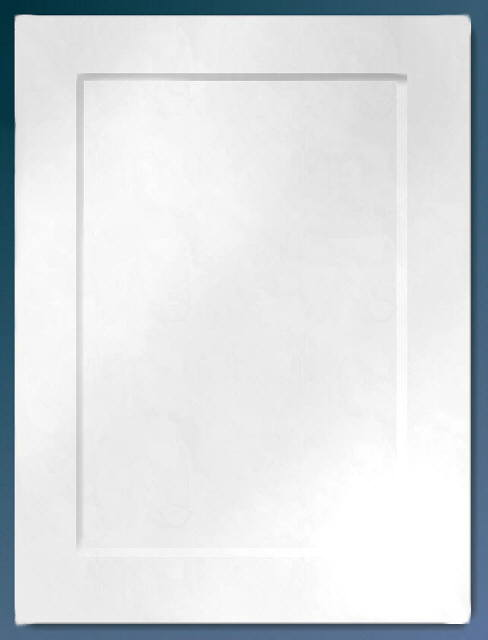
Мауве, Антон Овцы в лесу, 1880-е. Холст, масло. 58х98. Приобретена, возможно, в 1886 году.
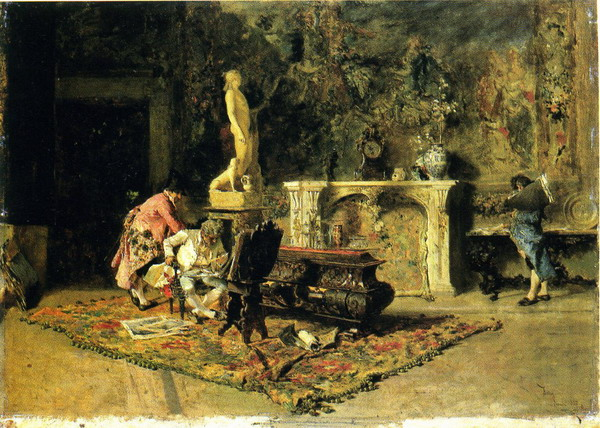
Фортуни, Мариано Любители гравюр, 1867. Дерево, масло. 53х71. Приобретена 25 февраля 1892 года через торговый дом «Буссо и Валадон» за 60 000 франков.
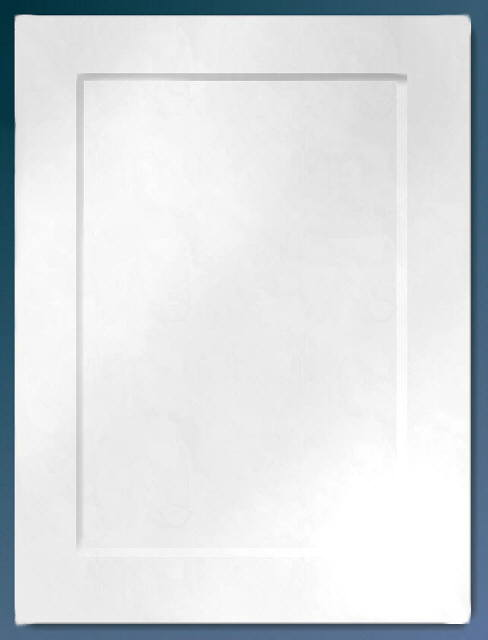
Фортуни, Мариано Заклинатели змей, 1870. Дерево, масло. 61х153. Приобретена не позднее 1888—1889 годов.
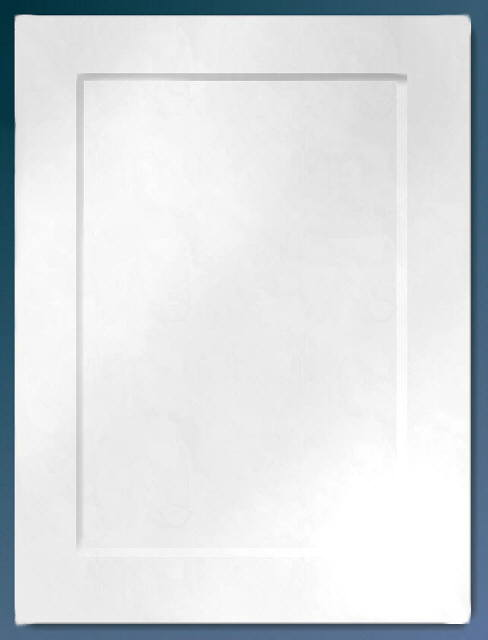
Галофре-и-Хименес, Балдомеро Возвращение с прогулки. Приобретена в 1877 году.
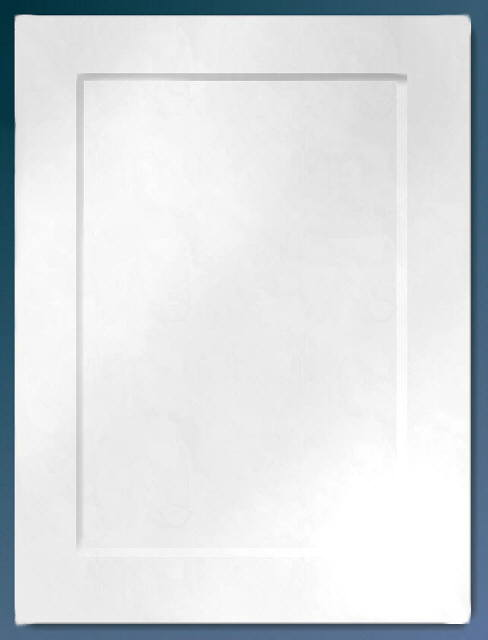
Тускец Меньон, Рамон Игра с котёнком, 1870. Дерево, масло. 45х33. Приобретена  через торговый дом «Арнольд и Трипп» не позднее 29 мая 1891 года.
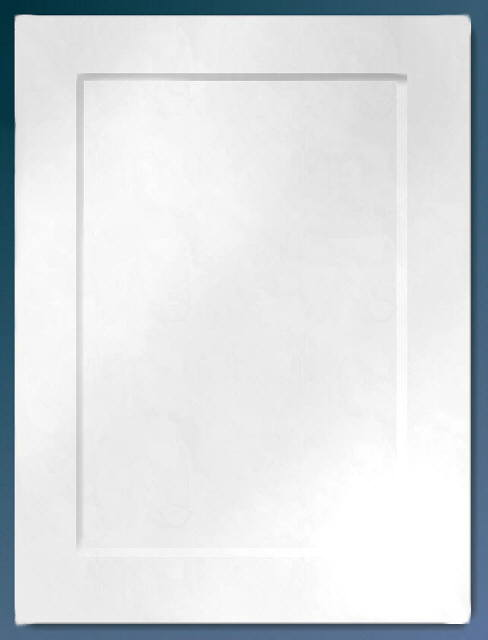
Калам, Александр Ели в горах. Бумага на холсте, масло. 68,5х53. Приобретена в 1880-е годы.
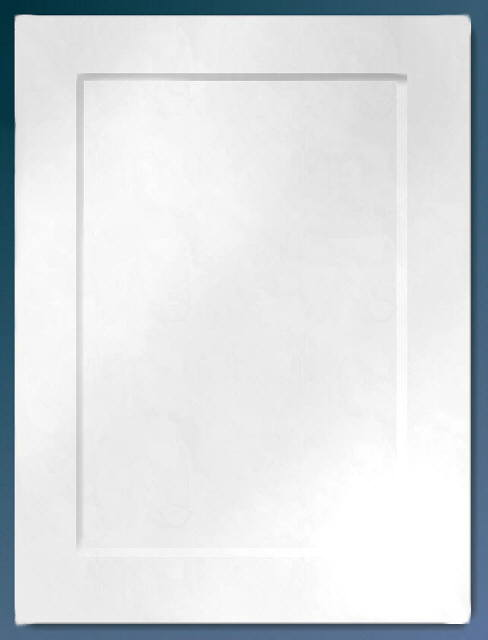
Калам, Александр Камню. Этюд. Холст, масло. 33х50. Приобретена в 1880-е годы.